# Список народних артистів СРСР
Список народних артистів СРСР (1006 осіб)
Нижче наведено список народних артистів СРСР за роками надання звання.

## 1936–1939 роки (46 людей)

### 1936 рік (14 людей)
від 6 вересня 1936

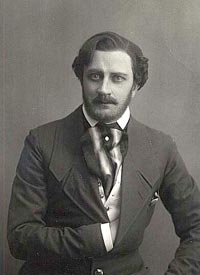
В. І. Качалов

- Костянтин Сергійович Станіславський (1863–1938), режисер і актор[2]
- Володимир Іванович Немирович-Данченко (1858–1943), драматург і режисер[3][4]
- Василь Іванович Качалов (1875–1949), театральний та кіноактор[5]
- Іван Михайлович Москвін (1874–1946), актор театру і кіно[4]
- Катерина Павлівна Корчагіна-Александровська (1874–1951), акторка театру[6]
- Марія Михайлівна Блюменталь-Тамаріна (1859–1938), акторка театру і кіно.[7]
- Антоніна Василівна Нежданова (1873–1950), оперна співачка (лірико-колоратурне сопрано)[4]
- Борис Васильович Щукін (1894–1939), актор театру і кіно[8]
- Марія Іванівна Литвиненко-Вольгемут (1892–1966), оперна співачка (лірико-драматичне сопрано)[9][10]
- Панас Саксаганський (1859–1940), актор, режисер, драматург[11]
- Акакій Олексійович Васадзе (1899–1978), актор, режисер, театральний педагог[12][13]
- Акакій Олексійович Хорава (1895–1972), актор театру і кіно[14]
- Куляш Жасимівна Байсеїтова (1912–1957) (минаючи звання Народної артистки РРФСР), оперна співачка (лірико-колоратурне сопрано)[15][16]

від 1 листопада 1936[джерело?]
- Леонід Миронович Леонідов (1873–1941), театральний актор і режисер, кіноактор[10]

### 1937 рік (21 люд.)
від 14 березня 1937
- Олександр Васильович Александров (1883–1946) (минаючи звання Народного артиста РРФСР), композитор і диригент, керівник ансамблю пісні і танцю Радянської армії[15][17]

від 28 квітня 1937
- Алла Костянтинівна Тарасова (1898–1973) (минаючи звання Народної артистки РРФСР), акторка театру і кіно
- Микола Павлович Хмельов (1901–1945), драматичний актор

від 3 травня 1937
- Михайло Михайлович Тарханов (1877–1948), артист театру і кіно

від 31 травня 1937
- Халіма Насирова (1913–2003[18]), оперна співачка (сопрано)[4]

від 2 червня 1937
- Валерія Володимирівна Барсова (1892–1967), оперна співачка (лірико-колоратурне сопрано)[19]
- Ксенія Георгіївна Держинська (1889–1951), оперна співачка (драматичне сопрано)[20]
- Надія Андріївна Обухова (1886–1961), співачка (мецо-сопрано)[3][21]
- Олександр Степанович Пирогов (1899–1964) (минаючи звання Народного артиста РРФСР), оперний співак (бас)[22]
- Марк Осипович Рейзен (1895–1982) (минаючи звання Народного артиста РРФСР), оперний співак (бас)
- Самуїл Абрамович Самосуд (1884–1964), диригент
- Олена Андріївна Степанова (1891–1978), оперна співачка (лірико-колоратурне сопрано)[3]
- Лев Петрович Штейнберг (1870–1945), диригент, композитор

від 23 вересня 1937
- Борис Георгійович Добронравов (1896–1949) (минаючи звання Народного артиста РРФСР), актор театру і кіно
- Михайло Михайлович Климов (1880–1942), актор театру і кіно[23]
- Ольга Леонардівна Кніппер-Чехова (1868–1959), театральна акторка
- Олександр Олексійович Остужев (1874–1953), актор театру[3]
- Віра Миколаївна Пашенна (1887–1962), акторка театру і кіно, театральний педагог[3]
- Варвара Миколаївна Рижова (1871–1963), акторка
- Пров Михайлович Садовський (1874–1947), театральний актор і режисер[11]
- Олександра Олександрівна Яблочкіна (1866–1964), акторка театру

### 1938 рік (5 чол)
від 21 лютого 1938
- Іван Васильович Єршов (1867–1943), оперний співак (драматичний тенор)[24]

від 17 квітня 1938
- Бюльбюль (Муртуза Мешади Рза огли Мамедов) (1897–1961), співак (лірико-драматичний тенор)[25]
- Узеїр Абдул-Гусейн огли Гаджибеков (1885–1948), композитор, диригент, драматург, педагог
- Рейнгольд Моріцевич Глієр (1875–1956), композитор, диригент, педагог
- Шевкет Гасан кизи Мамедова (1897–1981), співачка (лірико-колоратурне сопрано)

### 1939 рік (6 люд.)
від 23 лютого 1939
- Юрій Михайлович Юр'єв (1872–1948), театральний актор[26]

від 11 березня 1939
- Павло Захарович Андреєв (1874–1950), оперний співак (бас-баритон)[17]
- Віра Аркадівна Мічуріна-Самойлова (1866–1948), акторка театру

від 31 березня 1930
- Соломон Михайлович Міхоелс (1890–1948), театральний актор, режисер, педагог

від 7 червня 1939
- Абдилас Малдибаєв (1906–1978) (минаючи звання Народного артиста Киргизької РСР), композитор, співак (баритон)

від 4 листопада 1939
- Айкануш Багдасарівна Даніелян (1893–1958) (минаючи звання Народної артистки Вірменської РСР), співачка (лірико-колоратурне сопрано)

## 1940–1949 роки (74 чол)

### 1940 рік (6 чол)
від 25 травня 1940, у зв'язку з 20-річчям Театру ім. Франка
- Гнат Петрович Юра (1888–1966), актор театру і кіно, театральний режисер[27]

від 1 червня 1940
- Арій Мойсейович Пазовський (1887–1953), диригент[28]

від 20 червня 1940, у зв'язку з декадою білоруського мистецтва у Москві
- Лариса Помпеївна Александровська (1904–1980), оперна співачка (сопрано)[17]

від 12 серпня 1940
- Іван Семенович Козловський (1900–1993) (минаючи звання Народного артиста РРФСР), оперний співак (ліричний тенор)
- Максим Дормидонтович Михайлов (1893–1971) (минаючи звання Народного артиста РРФСР), оперний співак (бас)

від 31 жовтня 1940, у зв'язку з декадою бурято-монгольського мистецтва у Москві
- Гомбожап Цидинжапович Цидинжапов (1905–1980), актор, режисер, драматург

### 1941 рік (1 чол)
від 23 квітня 1941, у зв'язку з декадою таджицького мистецтва у Москві
- Мухаммеджан Касимов (1907–1971) (минаючи звання Народного артиста Таджицької РСР), актор театру і кіно[5][29]

### 1942 рік
звання не присуджувались

### 1943 рік (1 чол)
від 7 листопада 1943
- Євдокія Дмитрівна Турчанінова (1870–1963), акторка театру

### 1944 рік (16 чол)
від 4 січня 1944
- Амвросій Максиміліанович Бучма (1891—1957), актор театру і кіно[12]
- Василь Степанович Василько (1893—1972), театральний актор, режисер
- Зоя Михайлівна Гайдай (1902—1965), оперна співачка (сопрано)[15][30]
- Андрій Олексійович Іванов (1900—1970), оперний співак[31]
- Олександр Григорович Крамов (1885—1951), театральний актор, режисер[6]
- Мар'ян Михайлович Крушельницький (1897—1963), театральний актор і режисер, кіноактор
- Іван Олександрович Мар'яненко (1878—1962), театральний актор
- Іван Сергійович Паторжинський (1896—1960), оперний співак (бас)[3]
- Лев Миколайович Ревуцький (1889—1977), композитор, педагог
- Борис Васильович Романицький (1891—1988), актор, театральний режисер[32]
- Микола Васильович Смолич (1888—1968), театральний режисер
- Наталія Михайлівна Ужвій (1898—1986), акторка театру і кіно
- Костянтин Павлович Хохлов (1885—1956), актор, режисер, театральний педагог[33]
- Юрій Васильович Шумський (1887—1954), актор театру і кіно

від 11 січня 1944
- Володимир Григорович Захаров (1901—1956), композитор

від 13 травня 1944, у зв'язку з 50-річчям творчої діяльності
- Микола Капітонович Яковлєв (1869—1950), театральний актор

### 1945 рік (1 чол)
від 24 березня 1945, у зв'язку з 25-річчям Театру ім. Хамзи
- Абрар Хідоятов (1900–1958), театральний актор[26]

### 1946 рік (5 чол)
від 16 грудня 1946, у зв'язку з 20-річчям Театру ім. Є.Вахтангова
- Рубен Миколайович Симонов (1899–1968), актор, режисер

від 28 грудня 1946, у зв'язку з 80-річчям Московської консерваторії ім. П. І. Чайковського
- Борис Володимирович Асаф'єв (1884–1949), композитор, музикознавець[34]
- Олександр Борисович Гольденвейзер (1875–1961), піаніст і композитор
- Костянтин Миколайович Ігумнов (1873–1948), піаніст
- Микола Якович Мясковський (1881–1950), композитор

### 1947 рік (2 чол)
від 26 лютого 1947
- Микола Костянтинович Черкасов (1903–1966), актор театру і кіно

від 21 березня 1947, у зв'язку з 70-річчям з дня народження
- Володимир Ростиславович Гардін (1877–1965), кінорежисер, сценарист, актор[35]

### 1948 рік (28 чол)
від 5 червня 1948
- Григорій Васильович Александров (1903–1983), кінорежисер[17]
- Іван Миколайович Берсенєв (1889–1951), театральний актор і режисер, кіноактор
- Сергій Дмитрович Васильєв (1900–1959), кінорежисер
- Гліб Павлович Глєбов (1899–1967), актор театру і кіно[36]
- Микола Семенович Голованов (1891–1953), диригент, піаніст, композитор[29][37]
- Борис Францевич Даугувейтіс (1885–1949), театральний актор, режисер, драматург
- Юрій Олександрович Завадський (1894–1977), театральний актор і режисер[38]
- Михайло Миколайович Кедров (1894–1972), режисер і актор театру, кіноактор
- Антс Міхкелевич Лаутер (1894–1973), театральний актор і режисер, кіноактор
- Микола Павлович Охлопков (1900–1967), актор театру і кіно, режисер[3]
- Олексій Дмитрович Попов (1892–1961), театральний режисер, теоретик театра, педагог[39]
- Всеволод Іларіонович Пудовкін (1893–1953), кінорежисер[40]
- Іван Олександрович Пир'єв (1901–1968), кінорежисер
- Натан Григорович Рахлін (1905/6—1979), диригент, педагог
- Едуард Янович Смільґіс (1886–1966), театральний актор і режисер
- Михайло Едишерович Чіаурелі (1894–1974), кінорежисер
- Фридрих Маркович Ермлер (1898–1967), кінорежисер

від 26 жовтня 1948, у зв'язку з 50-літтям Московського художнього Академічного театру
- Ольга Миколаївна Андровська (1898–1975), акторка театру і кіно
- Олексій Миколайович Грибов (1902–1977), актор театру і кіно[29][41]
- Клавдія Миколаївна Єланська (1898–1972), акторка театру[38]
- Володимир Левович Єршов (1896–1964), актор театру і кіно
- Борис Миколайович Ліванов (1904–1972), актор театру і кіно
- Віктор Якович Станіцин (1897–1976), театральний актор і режисер, кіноактор
- Василь Осипович Топорков (1889–1970), актор театру і кіно, театральний педагог
- Фаїна Василівна Шевченко (1893–1971), акторка театру

від 11 листопада 1948
- Сергій Аполлінарійович Герасимов (1906–1985), кінорежисер, сценарист, кіноактор, педагог

від 30 грудня 1948, у зв'язку з 30-літтям Білоруської ССР
- Павло Степанович Молчанов (1902–1977), актор театру
- Борис Вікторович Платонов (1903–1967), актор театру і кіно[42]

### 1949 рік (14 чол)
від 19 квітня 1949, у зв'язку з 25-літтям Театра ім. Моссовєта
- Василь Васильович Ванін (1898–1951), театральний актор і режисер, кіноактор
- Віра Петрівна Марецька (1906–1978), акторка театру і кіно
- Микола Дмитрович Мордвинов (1901–1966), актор театру і кіно[43]

від 22 липня 1949, у зв'язку з 75-літтям Театру ім М. Азізбекова
- Мірза-Ага Алі огли Алієв (1883–1954), актор театру і кіно[44]
- Марзія Юсуф кизи Давудова (1901–1962), акторка театру і кіно
- Сидги Рухулла (1886–1959), актор театру і кіно

від 26 жовтня 1949, у зв'язку з 125-літтям Малого театру
- Олена Миколаївна Гоголева (1900–1993), акторка театру і кіно[29]
- Олексій Денисович Дикий (1889–1955), театральний актор і режисер, кіноактор
- Михайло Іванович Жаров (1900–1981), актор театру і кіно
- Олександр Іванович Зражевський (1886–1950), актор театру і кіно[38]
- Костянтин Олександрович Зубов (1888–1956), актор, режисер, педагог[38]
- Ігор Володимирович Ільїнський (1901–1987), актор театру і кіно, режисер
- Михайло Іванович Царьов (1903–1987), актор театру і кіно, режисер, педагог[14]

від 28 листопада 1949, у зв'язку з 20-літтям Туркменського драматичного театру
- Аман Кульмамедов (1908–1977), актор театру і кіно

## 1950–1959 роки (138 чол)

### 1950 рік (16 чол)
від 6 березня 1950, у зв'язку з 30-літтям радянського кінематографу
- Михайло Георгійович Геловані (1892–1956), актор театру і кіно[45]
- Марина Олексіївна Ладиніна (1908–2003), акторка театру і кіно[10]
- Тамара Федорівна Макарова (1907–1997), кіноакторка
- Любов Петрівна Орлова (1902–1975), акторка радянського кіно та театру[3]
- Володимир Михайлович Петров (1896–1966), кінорежисер
- Михайло Ілліч Ромм (1901–1971), кінорежисер
- Микола Костянтинович Симонов (1901–1973), актор театру і кіно[3]
- Борис Петрович Чирков (1901–1982), актор театру і кіно

від 13 травня 1950
- Сергій Якович Лемешев (1902–1977), оперний співак (ліричний тенор)[10]

від 23 червня 1950
- Кіпрас Іонович Пятраускас (1885–1968), оперний співак (лірико-драматичний тенор), педагог[3][46]

від 2 серпня 1950
- Михайло Степанович Гришко (1901–1973), оперний співак (драматичний баритон)[29][37]

від 10 листопада 1950, у зв'язку зі 100-літтям восстановления грузинського театра
- Петро Варламович Амиранашвілі (1907–1976), оперний співак (баритон)[17]
- Давид Ясонович Андгуладзе (1895–1973), оперний співак (драматичний тенор)[17]
- Веріко Івліанівна Анджапарідзе (1900–1987), акторка театру і кіно[17]
- Олександр Іович Інашвілі (1887–1958), оперний співак (баритон)[47]
- Вахтанг Михайлович Чабукіані (1910–1992), артист балету, балетмейстер[48]

### 1951 рік (13 чол)
від 31 січня 1951, за заслуги в області кінематографії
- Олександр Федорович Борисов (1905–1982), актор театру і кіно[49]

від 27 травня 1951, у зв'язку з 175-літтям Державного Академічного Большого театра
- Олексій Петрович Іванов (1904–1982), оперний співак (баритон)[31]
- Ольга Василівна Лепешинська (1916―2008), балерина[48]
- Олександр Шамільович Мелік-Пашаєв (1905–1964), диригент[50]
- Георгій Михайлович Нелепп (1904–1957), оперний співак (драматичний тенор)[3]
- Галина Сергіївна Уланова (1910–1998), балерина[48]
- Юрій Федорович Фаєр (1890–1971), диригент[51]
- Никандр Сергійович Ханаєв (1890–1974), оперний співак (драматичний тенор)[14][52]

від 30 червня 1951, у зв'язку з декадою українського мистецтва у Москві
- Борис Романович Гмиря (1903–1969) (минаючи звання Народного артиста УРСР), оперний співак (бас)[15][29]
- Михайло Федорович Романов (1896–1963), театральний актор і режисер, кіноактор[11]
- Олександр Іванович Сердюк (1900–1989), актор театру і кіно[53]

від 6 грудня 1951, у зв'язку з декадою узбецького мистецтва у Москві
- Мухтар Ашрафович Ашрафі (1912–1975), композитор, диригент
- Сара Абдурахманівна Ішантураєва (1911–1998), театральна акторка[5][29]

### 1952 рік (2 чол)
від 17 травня 1952
- Сергій Федорович Бондарчук (1920–1994) (минаючи звання Народного артиста РРФСР), кінорежисер, кіноактор

від 25 грудня 1952
- Єлизавета Іванівна Чавдар (1925–1989) (минаючи всі звання), оперна співачка (колоратурне сопрано)

### 1953 рік (5 чол)
від 15 серпня 1953
- Давид Федорович Ойстрах (1908–1974), скрипаль, диригент

від 18 грудня 1953
- Альфред Амтман-Бредіт (1885–1966), театральний актор і режисер

від 19 грудня 1953
- Ігор Олександрович Моїсеєв (1906–2007), балетмейстер[48]

від 21 грудня 1953
- Олександр Костянтинович Ільїнський (1903–1967), актор театру і кіно

від 30 грудня 1953
- Костянтин Васильович Скоробогатов (1887–1969), актор театру і кіно[3]

### 1954 рік (19 чол)
від 29 січня 1954, у зв'язку з 30-літтям Московського театра Драми
- Марія Іванівна Бабанова (1900–1983), акторка театру і кіно[34]
- Лев Наумович Свердлін (1901–1969), актор театру і кіно

від 4 березня 1954
- Тійт Куузік (1911–1990), оперний співак (баритон)

від 16 березня 1954
- Баліс Дваріонас (1904–1972), композитор, диригент, піаніст, педагог
- Юозас Сіпаріс (1894–1970), актор театру і кіно
- Йонас Швядас (1908–1971), композитор, диригент

від 26 березня 1954
- Леонід Сергійович Вів'єн (1887–1966), актор, режисер, театральний педагог[36][54]

від 27 березня 1954
- Еміль Григорович Гілельс (1916–1985), піаніст[55]
- Євген Олександрович Мравінський (1903–1988) (минаючи звання Народного артиста РРФСР), диригент[56]

від 2 серпня 1954
- Арам Ілліч Хачатурян (1903–1978), композитор
- Юрій Олександрович Шапорін (1887–1966), композитор
- Дмитро Дмитрович Шостакович (1906–1975), композитор

від 2 вересня 1954
- Сергій Володимирович Образцов (1901–1992), театральний діяч, актор і режисер театра кукол[3]

від 11 вересня 1954
- Вагарш Богданович Вагаршян (1894–1959), театральний актор, режисер, драматург

ноябрь, 1954
- Данило Сидорович Антонович (1889–1975), актор театру і кіно
- Петро Сергійович Білинник (1906–1998), оперний співак (ліричний тенор)
- Олександра Петрівна Воронович (1898–1985), акторка театру
- Костянтин Федорович Данькевич (1905–1984), композитор, піаніст, педагог[37]
- Василь Сергійович Яременко (1895–1976), актор

### 1955 рік (14 чол)
від 19 січня 1955
- Микола Іванович Якушенко (1897–1971), актор

від 25 лютого 1955, у зв'язку з декадою білоруського мистецтва у Москві
- Володимир Йосипович Владомирський (1893–1971), театральний актор
- Лідія Іванівна Ржецька (1899–1977), акторка театру і кіно
- Євген Карлович Тикоцький (1893–1970), композитор
- Григорій Романович Ширма (1892–1978), хоровий диригент, фольклорист

від 17 травня 1955
- Михайло Михайлович Яншин (1902–1976), актор театру і кіно

від 8 червня 1955, у зв'язку з декадою башкирського мистецтва у Москві
- Арслан Мубаряков (1908–1975), актор театру і кіно, театральний режисер
- Зайтуна Насретдинова (1923— 2009), балерина

від 28 червня 1955
- Михайло Федорович Астангов (1900–1965), актор театру і кіно[34]

від 12 вересня 1955
- Софія Петрівна Преображенська (1904–1966), оперна співачка (мецо-сопрано)[57]

від 28 жовтня 1955, у зв'язку з декадою туркменського мистецтва у Москві
- Алти Карлієв (1909–1973), театральний актор і режисер, кіноактор, кінорежисер
- Мая (Мамаджан) Кулієва) (1920—2018), оперна співачка (ліричне сопрано)
- Сона Мурадова (1914–1997), театральна акторка

від 17 грудня 1955
- Софія Володимирівна Гіацинтова (Берсенєва-Гіацинтова) (1895–1982), театральна акторка і режисер, кіноакторка

### 1956 рік (22 чол)
від 3 січня 1956, у зв'язку з декадою латвійського мистецтва у Москві
- Ліліта Берзинь (1903–1983), акторка театру і кіно
- Яніс Аугустович Осіс (1895–1973), актор театру і кіно[3]
- Юрій Ілліч Юровський (1894–1959), театральний актор і режисер, кіноактор[58]

від 17 січня 1956
- Микола Дмитрович Ворвулєв (1917–1967), оперний співак

від 18 травня 1956
- Юрій Володимирович Толубеєв (1905–1979), актор театру і кіно

від 28 травня 1956
- Тамара Ханум (1906–1991), танцівниця, засновник узбекського балету[59]

від 27 червня 1956, у зв'язку з декадою вірменського мистецтва у Москві
- Гоар Мікаелівна Гаспарян (1924–2007), оперна співачка (сопрано)[60]
- Рачія Нерсесович Нерсесян (1895–1961), актор театру і кіно[3]
- Ваграм Камерович Папазян (1888–1968), актор театру[3]
- Татевік Тигранівна Сазандарян (1916–1999), оперна співачка (мецо-сопрано)
- Михайло Арсенович Тавризіан (1907–1957), диригент[26]

від 7 липня 1956
- Григорій Акинфович Бєлов (1895–1965), актор театру і кіно

від 19 липня 1956
- Павло Герасимович Лисиціан (1911–2004), оперний співак (баритон)

від 20 липня 1956
- Олександр Йосипович Ларіков (1890–1960), актор театру
- Василь Якович Софронов (1884–1960), актор театру і кіно[61]

від 14 вересня 1956
- Борис Федорович Ільїн (1901–1979), актор театру[62]

від 9 листопада 1956
- Олександр Олександрович Брянцев (1883–1961), театральний режисер

від 24 грудня 1956
- Олександр Васильович Свєшников (1890–1980), хоровий диригент

від 25 грудня 1956
- Олексій Пилипович Кривченя (1910–1974), оперний співак (бас)[63]

від 30 грудня 1956, у зв'язку з декадою естонського мистецтва у Москві
- Еуген Артурович Капп (1908–1996), композитор
- Каарел Карм (1906–1979), актор театру і кіно
- Густав Ернесакс (1908–1993), композитор, хоровой диригент

### 1957 рік (12 чол)
від 6 квітня 1957
- Анастасія Платонівна Зуєва (1896–1986), акторка театру і кіно

від 24 квітня 1957, у зв'язку з декадою таджикського мистецтва у Москві
- Гуломхайдар Гуломалієв (1904–1961), балетмейстер[29]
- Лютфі Західова (1925 — 1995), балерина
- Фазилова Туфа Фазилівна (1917–1985), оперна співачка (сопрано)[64]

від 14 червня 1957, у зв'язку з декадою татарського мистецтва у Москві
- Халіль Галійович Абжалілов (1896–1963), актор театру і кіно[17][36]
- Назіб Гаязович Жиганов (1911–1988), композитор
- Олена Єфимівна Жиліна (1890–1963), акторка театру

від 22 червня 1957, в ознаменування 250-ліття Ленінграду
- Наталія Михайлівна Дудинська (1912–2003), балерина[48]
- Костянтин Миколайович Лаптєв (1904–1990), оперний співак
- Віталій Павлович Поліцеймако (1907–1967), актор театру і кіно[65]
- Костянтин Михайлович Сергеєв (1910–1992), артист балету, балетмейстер[48]
- Георгій Олександрович Товстоногов (1915–1989), режисер театру

### 1958 рік (13 чол)
від 15 січня 1958, у зв'язку з декадою якутського мистецтва у Москві
- Василь Васильович Мєстніков (1908–1958), театральний актор і режисер
- Дмитро Федорович Ходулов (1912–1977), театральний актор і режисер

від 22 січня 1958
- Борис Олександрович Александров (1905–1994), композитор, диригент[17]

від 15 квітня 1958
- Костянтин Костянтинович Іванов (1907–1984), диригент[31]

від 17 квітня 1958, у зв'язку з декадою грузинського мистецтва у Москві
- Василь Давидович Годзіашвілі (1905–1976), актор театру і кіно[29][37]
- Одіссей Ахіллесович Дімітріаді (1908–2005), диригент
- Серго Олександрович Закаріадзе (1909–1971), актор театру і кіно[66].
- Олексій Давидович Мачаваріані (1913–1995), композитор
- Ілля Ілліч Сухішвілі (1907–1985), артист балету

від 1 листопада 1958, у зв'язку з декадою киргизського мистецтва у Москві
- Бюбюсара Бейшеналієва (1926–1973), артистка балету[67]
- Сайра Киїзбаєва (1917–1988), оперна співачка (лірико-драматичне сопрано)
- Муратбек Рискулов (1909–1974), актор театру і кіно

від 1 грудня 1958
- Сергій Іванович Папов (1904–1970) актор театру і кіно[3]

### 1959 рік (22 чол)

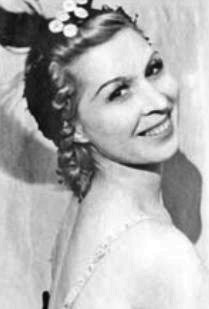
Гамер Алмасзаде

від 3 січня 1959, у зв'язку з декадою казахського мистецтва у Москві
- Шакен Кенжетаєвич Айманов (1914–1970), актор і кінорежисер
- Роза Умбетівна Джаманова (1928—2013), оперна співачка (сопрано)
- Калібек Куанишпаєв (1893–1968), актор театру і кіно
- Єрмек Бекмухамедович Серкебаєв (1926—2013), оперний співак (ліричний баритон)[68] (??)
- Мукан Тулебаєв (1913–1960), композитор
- Валентина Борисівна Харламова (1911–1999), акторка театру

від 18 березня 1959, у зв'язку з декадою узбекського мистецтва у Москві
- Шукур Бурханов (1910–1987), актор театру і кіно[36]
- Саодат Кабулова (1925–2007), оперна співачка (лірико-колоратурне сопрано)[69]
- Мукаррам Тургунбаєва (1913–1978), балерина[70]
- Алім Ходжаєв (1910–1977), актор театру і кіно
- Каміл Ярматович Ярматов (1903–1978), актор, кінорежисер, сценарист[71]

від 18 квітня 1959
- Микола Олександрович Покровський (1896–1961), театральний актор і режисер

від 9 червня 1959, у зв'язку з декадою азербайджанського мистецтва у Москві
- Гамер Алмасзаде (1915–2006), балерина[44]
- Рашид Бейбутов (1915–1989), естрадний і оперний співак (ліричний тенор)
- Адиль Іскендеров (1912–1978), театральний актор і режисер
- Кара Абульфаз огли Караєв (1918–1982), композитор[5]
- Ніязі (1912–1984), диригент, композитор[3] (див. Niyazi[en], Knyaz Hacıbəyov[de], az:Niyazi)

від 15 вересня 1959
- Іван Іванович Петров (1920–2003), оперний співак (бас)
- Майя Михайлівна Плісецька (1925—2015), балерина[42][48]
- Раїса Степанівна Стручкова (1925–2005), балерина[48][72]

від 22 вересня 1959, у зв'язку з декадою мистецтва Карелии
- Єлизавета Степанівна Томберг (1909–1988), акторка театру

від 24 грудня 1959, у зв'язку з декадою бурятського мистецтва у Москві
- Лхасаран Лодонович Линховоїн (1924–1980), оперний співак (бас)

## 1960–1969 рік (185 чол)

### 1960 рік (28 чол)
від 9 квітня 1960
- Микола Павлович Акимов (1901–1968), живописец, театральний художник, режисер і педагог[17]
- Микола Олександрович Анненков (1899–1999), актор театру і кіно[34]
- Василь Олександрович Орлов (1896–1974), актор театру, режисер, театральний педагог[3]
- Ангеліна Йосипівна Степанова (1905–2000), акторка театру і кіно

від 4 травня 1960
- Баріят Мурадова (1914–2001), театральна акторка

від 8 червня 1960, у зв'язку з декадою молдовського мистецтва у Москві
- Ніна Миколаївна Масальська (1901–1989), акторка
- Тамара Савеліївна Чебан (1914–1990), оперна співачка (сопрано)[8]
- Кирило Антонович Штирбул (1915–1997), актор театру

від 23 вересня 1960
- Володимир Іванович Честноков (1904–1968), актор театру і кіно, театральний педагог[8]

від 5 жовтня 1960
- Георг Карлович Отс (1910–1975), оперний співак (баритон)[3]
- Володимир Васильович Тхапсаєв (1910–1981), актор театру і кіно

від 6 жовтня 1960
- Василь Васильович Меркурьєв (1904–1978), актор театру і кіно, педагог

від 24 листопада 1960, у зв'язку з декадою українського мистецтва у Москві
- Євген Васильович Бондаренко (1905–1971), актор театру і кіно[73]
- Павло Павлович Вірський (1905–1975), артист балету, балетмейстер[54]
- Дмитро Михайлович Гнатюк (1925—2016), оперний співак (баритон)[29]
- Володимир Михайлович Дальський (1912–1999), актор театру
- Віктор Миколайович Добровольський (1906–1984), актор театру і кіно[74]
- Павло Петрович Кармалюк (1907–1986), оперний співак (баритон)
- Поліна Володимирівна Куманченко (1910–1992), акторка театру і кіно
- Юрій Сергійович Лавров (1905–1980), актор театру і кіно
- Володимир Герасимович Магар (1900–1965), театральний актор і режисер[75]
- Георгій Іларіонович Майборода (1913–1993), композитор
- Дмитро Омелянович Мілютенко (1899–1966), актор театру і кіно
- Олександр Захарович Міньківський (1900–1979), хоровой диригент[76]
- Євген Порфирович Пономаренко (1909–1994), актор театру і кіно
- Бела Андріївна Руденко (1933—2021), оперна співачка (лірико-колоратурне сопрано)
- Лариса Архипівна Руденко (1918–1981), оперна співачка (мецо-сопрано)

від 9 грудня 1960
- Лідія Володимирівна Мяснікова (1911–2005), оперна співачка (мецо-сопрано)

### 1961 рік (8 чол)
від 13 січня 1961
- Святослав Теофілович Ріхтер (1915–1997), піаніст

від 28 лютого 1961
- Алескер Гаджи Ага огли Алекперов (1910–1963), актор театру і кіно

від 3 березня 1961
- Фаїна Георгіївна Раневська (1896–1984), акторка театру і кіно

від 4 квітня 1961
- Ростислав Янович Плятт (1908–1989), актор театру і кіно[42]

від 15 червня 1961, у зв'язку з 50-літтям Хору ім. Пятницького
- Петро Михайлович Казьмін (1892–1964), фольклорист
- Тетяна Олексіївна Устинова (1908–1999), балетмейстер

від 22 липня 1961
- Марк Ісаакович Прудкін (1898–1994), актор театру і кіно

від 9 вересня 1961
- Борис Олександрович Покровський (1912–2009), театральний режисер[3]

### 1962 рік (9 чол)
від 28 квітня 1962
- Йосип Мойсейович Толчанов (1891–1981), актор театру і кіно, режисер[77][78]

від 17 травня 1962
- Сергій Йосипович Юткевич (1904–1985), режисер театру і кіно

від 13 липня 1962
- Галія Баязитівна Ізмайлова (1923–2010), балерина

від 15 серпня 1962
- Борис Федорович Андрєєв (1915–1982), актор театру і кіно[17][79]

від 20 вересня 1962
- Авет Маркосович Аветисян (1897–1971), актор театру і кіно[79]

від 3 жовтня 1962
- Павло Олексійович Серебряков (1909–1977), піаніст, педагог

від 14 грудня 1962
- Артур Фрицевич Фрінберг (1916–1984), оперний співак (драматичний тенор)

від 22 грудня 1962
- Вахтанг Іванович Вронський (1905–1988), балетмейстер
- Костянтин Арсенович Симеонов (1910–1987), диригент, педагог

### 1963 рік (10 чол)
від 30 січня 1963
- Сергій Капітонович Блинников (1901–1969), актор театру і кіно, театральний режисер
- Анатолій Петрович Кторов (1898–1980), актор театру і кіно
- Павло Володимирович Массальський (1904–1979), актор театру і кіно
- Борис Якович Петкер (1902–1983), актор театру і кіно[3]
- Борис Олексанрович Смірнов (1908–1982), актор театру і кіно

від 4 травня 1963
- Дмитро Борисович Кабалевський (1904–1987), композитор[5]
- Тихон Миколайович Хрєнников (1913–2007), композитор[80]

від 28 вересня 1963
- Борис Андрійович Бабочкін (1904–1975), актор театру і кіно, театральний педагог[34]

від 6 грудня 1963
- Ніна Шалвівна Рамішвілі (1910–2000), танцівниця, балетмейстер

від 28 грудня 1963
- Лариса Петрівна Сах'янова (1926–2001), балерина

### 1964 рік (16 чол)
від 5 лютого 1964
- Хадиша Букеєва (1917–2011), акторка театру

від 17 квітня 1964
- Юлій Якович Райзман (1903–1994), кінорежисер

від 27 квітня 1964
- Григорій Михайлович Козінцев (1905–1973), режисер кино і театра, сценарист

від 1 червня 1964
- Микола Олімпійович Гриценко (1912–1979), актор театру і кіно[37]
- Лев Миколайович Оборін (1907–1974), піаніст[81]

від 2 червня 1964
- Тамара Миколаївна Ніжнікова (1925—2018), оперна співачка[3]
- Нінель Олександрівна Ткаченко (1928–2007), оперна співачка (сопрано)

від 11 липня 1964
- Олександр Гаврилович Іванов (1898–1984), кінорежисер[31]
- Йосип Юхимович Хейфиц (1905–1995), кінорежисер

від 27 липня 1964
- Геновайте Сабаляускайте (1923—2020), балерина
- Йонас Стасюнас (1919–1987), оперний співак (баритон)[2]

від 12 вересня 1964
- Нар Михайлович Ованисян (1913–1995), оперний співак (бас)[3]
- Йосип Михайлович Туманов (1909–1981), театральний режисер

від 15 грудня 1964
- Набі Рахімов (1911–1994), артист театру і кіно[82]

від 18 грудня 1964
- Антс Волдемар Ескола (1908–1989), актор театру і кіно[83]

від 30 грудня 1964
- Фірс Єфимович Шишигін (1908–1985), театральний режисер

### 1965 рік (24 чол)
від 21 січня 1965
- Микола Опанасович Крючков (1911–1994), кіноактор
- Олександр Павлович Огнівцев (1920–1981), оперний співак (бас)[3]

від 2 березня 1965
- Фікрет Мешаді Джаміль огли Аміров (1922–1984), композитор, піаніст[17]
- Окума Аббас Алі кизи Курбанова (1913–1988), акторка театру[76]

від 10 березня 1965
- Володимир В'ячеславович Бєлокуров (1904–1973), актор театру і кіно[84]

від 20 березня 1965
- Татул Тигранович Алтунян (1901–1973), хормейстер[17][76]

від 19 квітня 1965
- Базар Аманов (1908–1981), театральний актор, драматург
- Аннагуль Аннакулієва (1924–2009), оперна співачка (сопрано)
- Велі Мухатов (1916–2005), композитор

від 23 квітня 1965
- Леонід Осипович Утьосов (1895–1982), артист естради, співак, диригент, кіноактор

від 3 травня 1965
- Леонід Михайлович Лавровський (1905–1967), балетмейстер[48]

від 15 травня 1965
- Аслі Бурханов (1915–1998), театральний актор і режисер, кіноактор

від 25 травня 1965
- Любов Іванівна Добржанська (1908–1980), акторка театру і кіно
- Андрій Олексійович Попов (1918–1983), артист театру і кіно, театральний режисер, педагог[42]

від 19 червня 1965
- Євгенія Семенівна Мірошниченко (1931–2009), оперна співачка (лірико-колоратурне сопрано)

від 16 липня 1965
- Михайло Пантелеймонович Болдуман (1898–1983), актор театру і кіно

від 28 серпня 1965
- Олена Климентіївна Катульська (1888–1966), оперна співачка (лірико-колоратурне сопрано)

від 30 серпня 1965
- Велта Ейнівна Вілцинь (1928–1995), артистка балету[54]
- Яніс Андрійович Іванов (1906–1983), композитор[31]

від 31 серпня 1965
- Микола Опанасович Свєтловидов (1889–1970), театральний актор

від 30 вересня 1965
- Вартан Мкртичевич Аджемян (1905–1977), театральний режисер[17]

від 1 листопада 1965
- Ірина Олександрівна Колпакова (нар. 1933), артистка балету[48]

від 13 листопада 1965
- Сіко Віссаріонович Долідзе (1903–1983), кінорежисер

від 30 грудня 1965
- Максим Максимович Штраух (1900–1974), актор театру і кіно

### 1966 рік (19 чол)
від 8 січня 1966
- Айно Тальві (1909–1992), акторка театру
- Сесіль Дмитрівна Такаїшвілі (1906–1984), акторка театру і кіно[26]
- Борис Тимофійович Штоколов (1930–2005), оперний співак (бас) (див. Boris Shtokolov)

від 28 березня 1966
- Петро Олександрович Констянтинов (1899–1973), актор театру і кіно

від 8 квітня 1966
- Зураб Іванович Анджапарідзе (1928–1997), оперний співак (лірико-драматичний тенор)[17][76]
- Ірина Костянтинівна Архипова (1925–2010), оперна співачка (мецо-сопрано)[15][34][76]
- Галина Павлівна Вишневська (1926–2012), оперна співачка (сопрано)[54]

від 13 серпня 1966
- Надія Сергіївна Надєждіна (1908–1979), балерина і балетмейстер

від 14 жовтня 1966, у зв'язку з 100-літтям Московської консерваторії
- Яків Ізраїлевич Зак (1913–1976), піаніст, педагог
- Леонід Борисович Коган (1924–1982), скрипаль[47]
- Клавдій Борисович Птиця (1911–1983), хоровой диригент[76]
- Мстислав Леопольдович Ростропович (1927–2007), виолончелист
- Владислав Геннадійович Соколов (1908–1983), хоровой диригент
- Яків Володимирович Флієр (1912–1977), піаніст
- Ксенія Олександрівна Ерделі (1878–1971), арфистка

від 24 жовтня 1966
- Леонід Гдалійович Рахленко (1907–1986), театральний актор і режисер, кіноактор

від 24 листопада 1966
- Микола Сергійович Плотников (1897–1979), актор, режисер, театральний педагог[42]

від 29 листопада 1966
- Роман Лазарович Кармен (1906–1978), кінооператор, кінорежисер

від 1 грудня 1966
- Марко Семенович Донськой (1901–1981), режисер і драматург кіно

### 1967 рік (25 чол)
від 2 січня 1967
- Георгій Іраклійович Асатіані (1914–1977), режисер і оператор документального кіно

від 3 лютого 1967
- Лютфі Саримсакова (1896–1991), акторка театру і кіно[11]
- Василь Павлович Соловйов-Сєдой (1907–1979), композитор

від 28 лютого 1967
- Григорій Львович Рошаль (1898–1983), кінорежисер

від 6 квітня 1967
- Рахім Пірмухамедов (1897–1972), актор театру і кіно

від 6 червня 1967
- Рішат Мукимович Абдулін (1916–1988), оперний співак (баритон)[44]
- Роза Тажибаївна Багланова (1922–2011), оперна і естрадная співачка (сопрано)
- Володимир Георгійович Дуров (1909–1972), артист цирку (дресирувальник)
- Бібігуль Тулегенова (нар. 1929), оперна співачка (колоратурне сопрано)
- Лідія Дем'янівна Чернишова (1912–1975), балерина, балетмейстер

від 1 липня 1967
- Володимир Олександрович Владиславський (1891–1970), актор театру і кіно
- Малік Каюмович Каюмов (1912–2010), кінооператор, кінорежисер
- Даркуль Куюкова (1919–1997), акторка театру і кіно[5]
- Артик Мирзабаєв (1930–2005), оперний співак (баритон)

від 1 серпня 1967
- Ольга Яківна Кусенко (1919–1997), акторка театру і кіно
- Євген Іванович Червонюк (1924–1982), оперний співак (бас)

від 1 вересня 1967
- Борис Євгенович Захава (1896–1976), театральний актор і режисер

від 11 вересня 1967
- Тимофій Іванович Гуртовий (1919–1981), диригент[37]
- Євген Васильович Уреке (1917–2005), актор театру і кіно, співак
- Хейно Еллер (1887–1970), композитор, педагог

від 13 вересня 1967
- Гурген Джанібекович Джанібекян (1897–1978), актор театру і кіно

від 20 жовтня 1967
- Фірангіз Юсіф-кизи Ахмедова (1928–2011), оперна співачка (сопрано)[76]
- Лейла Векилова (1927–1999), балерина (див. відповідну статтю в англійській Вікіпедії)

від 28 грудня 1967
- Євген Михайлович Бєляєв (1926–1994), співак (ліричний тенор)
- Олексій Тихонович Сергеєв (1919–1998), співак (бас)

### 1968 рік (21 чол)
від 20 лютого 1968
- Євген Олексійович Лебедєв (1917–1997), актор театру і кіно[85]
- Антоніна Миколаївна Самаріна (1892–1971), акторка театру[86][87]

від 3 квітня 1968
- Юрій Олександрович Гуляєв (1930–1986), оперний співак (ліричний баритон)[88]
- Валентина Федорівна Калиновська (1938–2025), балерина

від 10 квітня 1968
- Андрій Мелітонович Баланчивадзе (1906–1992), композитор
- Ілля Петрович Копалін (1900–1976), кінорежисер-документаліст[89]
- Арчил Євстафійович Чхартишвілі (1905–1980), театральний режисер
- Олена Митрофанівна Шатрова-Казанкова (1892–1976), акторка театру

від 17 червня 1968
- Андрій Львович Абрикосов (1906–1973), актор театру і кіно[17]

від 1 липня 1968
- Ханіфа Мухиддинівна Мавлянова (1924–2010), оперна співачка (сопрано)
- Аркадій Ісаакович Райкін (1911–1987), актор театру і кіно

від 27 серпня 1968
- Аймхан Шамуратова (1917–1993), акторка театру

від 19 вересня 1968
- Йосип Йосипович Жинович (1907–1974), композитор і диригент
- Вано Ілліч Мураделі (1908–1970), композитор[90]
- Здислав Францевич Стомма (1907–1992), актор театру і кіно
- Геннадій Іванович Цитович (1910–1986), хоровий диригент, музикознавець

від 3 жовтня 1968
- Євгеній Федорович Свєтланов (1928–2002), диригент

від 13 грудня 1968
- Анастасія Павлівна Георгієвська (1914–1990), акторка театру і кіно[91]

від 27 грудня 1968
- Борис Іванович Равенських (1914–1980), режисер театру[42][92]

від 30 грудня 1968
- Олексій Васильович Жильцов (1895–1972), актор театру
- Йосип Мойсейович Раєвський (1901–1972), актор, режисер, педагог[42]

### 1969 рік (25 чол)
від 10 січня 1969
- Раззак Хамраєв (1910–1981), актор і режисер театру і кіно[14][93]

від 7 березня 1969
- Вія Артмане (1929–2008), акторка театру і кіно[34]
- Жермена Леопольдівна Гейне-Вагнер (1923—2017), оперна співачка (лірико-драматичне сопрано)

від 25 березня 1969
- Ніна Володимирівна Тимофєєва (1935–2014), балерина[48][94]

від 12 травня 1969
- Борис Олексійович Алексєєв (1911–1973), театральний актор

від 30 липня 1969
- Юлія Костянтинівна Борисова (1925–2023), акторка театру і кіно

від 4 серпня 1969
- Єфим Львович Дзиган (1898–1981), кінорежисер

від 29 вересня 1969
- Олег Петрович Жаков (1905–1988), кіноактор[38]
- Олександр Григорович Зархі (1908–1997), кінорежисер
- Олександр Михайлович Згуріді (1904–1998), кінорежисер, телеведучий
- Михайло Костянтинович Калатозов (1903–1973), кінорежисер
- Володимир Володимирович Корш-Саблін (1900–1974), кінорежисер[6]
- Олександр Лукич Птушко (1900–1973), кінорежисер
- Всеволод Васильович Санаєв (1912–1996), актор театру і кіно
- Михайло Олександрович Ульянов (1927–2007), актор театру і кіно

від 30 вересня 1969
- Ірина Миколаївна Бугримова (1910–2001), артистка цирку (дресирувальниця левів)[95]
- Євгеній Тимофійович Милаєв (1910–1983), артист цирку, еквілібрист
- Олег Костянтинович Попов (1930—2016), цирковий клоун
- Михайло Миколайович Рум'янцев (клоун Карандаш) (1901–1983), цирковий клоун[95]
- Валентин Іванович Філатов (1920–1979), артист цирку (дресирувальник)

від 7 жовтня 1969
- Олександра Іванівна Клімова (1921–2005), акторка театру
- Євгеній Максимович Полосін (1912–1982), актор театру і кіно

від 5 листопада 1969
- Галина Миколаївна Загурська (1905–1978), театральна акторка
- Станіслав Пилипович Людкевич (1879–1979), композитор

від 28 листопада 1969
- Ростислав Володимирович Захаров (1907–1984), балетмейстер, режисер[48]

## 1970–1979 роки (239 чоловік)

### 1970 рік (23 чол)
від 30 січня 1970
- Анатолій Григорович Новіков (1896–1984), композитор

від 16 лютого 1970
- Юозас Йонович Лінгіс (1919–1984), артист балету, балетмейстер

від 18 лютого 1970
- Каарел Кирилович Ірд (1909–1986), театральний актор і режисер

від 25 березня 1970
- Олена Михайлівна Потапова (нар. 1930), балерина

від 1 квітня 1970
- Аббас Бакіров (1910–1974), театральний актор і режисер

від 15 травня 1970
- Марія Лук'янівна Бієшу (1934–2012), оперна співачка (лірико-драматичне сопрано)

від 17 червня 1970
- Лідія Едуардівна Фрейман (1920–1992), акторкатеатру

від 26 червня 1970
- Бакен Кідікєєва (1923–1994), акторка театру і кіно
- Іван Олександрович Любезнов (1909–1988), актор театру і кіно

від 3 вересня 1970
- Віолетта Трохимівна Бовт (1927–1995), артистка балету[48]
- Степан Агабекович Кеворков (1903–1990), кінорежисер
- Клавдія Кузьмінічна Кудряшова (1925–2012), оперна співачка (мецо-сопрано)

від 18 вересня 1970
- Віргіліус Норейка (1935—2018), оперний співак (тенор)

від 23 вересня 1970
- Георгій Васильович Свиридов (1915–1998), композитор

від 29 вересня 1970
- Олексій Миколайович Єрмолаєв (1910–1975), артист балету, балетмейстер, педагог[38][48]

від 20 жовтня 1970
- Лідія Миколаївна Князєва (1925–1987), акторка театру і кіно
- Валентина Олександрівна Сперантова (1904–1978), акторка театру і кіно

від 21 жовтня 1970
- Євген Якович Діордієв (1912–1985), театральний актор і режисер, кіноактор
- Сабіра Майканова (1914–1994), акторка театру

від 5 листопада 1970
- Володимир Павлович Бурмейстер (1904–1971), балетмейстер[12][48][49]

від 17 листопада 1970
- Олександр Григорович Арутюнян (1920–2012), композитор[34]

від 11 грудня 1970
- Маргер Оттович Заринь (1910–1993), композитор

від 29 грудня 1970
- Володимир Аркадійович Канделакі (1908–1994), оперний співак (бас-баритон) і режисер

### 1971 рік (20 чол)
від 11 січня 1971
- Лідія Іванівна Крупеніна (Гревцова) (1928—2016), артистка балету[48]

від 27 січня 1971
- Юрій Володимирович Дуров (1910–1971), артист цирку, дресувальник

від 3 березня 1971
- Ісаак (Додо) Костянтинович Антадзе (1900–1978), театральний актор і режисер
- Володимир Йосипович Дедюшко (1905–1973), актор театру і кіно

від 5 квітня 1971
- Ата Дурдиєв (1910–1981), актор театру і кіно

від 27 квітня 1971
- Аркадій Євгенович Гашинський (1920–1991), театральний актор
- Рач'я Микитович Капланян (1923–1988), театральний режисер

від 13 травня 1971
- Михайло Прокопович Кузнєцов (1913–1986), актор театру і кіно

від 14 травня 1971
- Клавдія Іванівна Шульженко (1906–1984), естрадна співачка

від 4 червня 1971
- Арно Арутюнович Бабаджанян (1921–1983), композитор[34]

від 6 липня 1971
- Ахмад Бобокулов (1931–1990), оперний співак (драматичний тенор)

від 16 липня 1971
- Олександр Васильович Рибнов (1906–1992), хоровой диригент

від 5 серпня 1971
- Михайло Олександрович Кириллов (1900–1971), театральний актор і режисер

від 12 серпня 1971
- Микола Іванович Рижов (1900–1986), актор

від 31 серпня 1971
- Анатолій Миколайович Александров (1888–1982), композитор, піаніст, педагог[17]

від 10 вересня 1971
- Марія Петрівна Максакова (1902–1974), оперна співачка (мецо-сопрано)

від 28 вересня 1971
- Еразм Олександрович Карамян (1912–1985), кінорежисер

від 29 вересня 1971
- Олександр Олександрович Касьянов (1891–1982), композитор, педагог[5]

від 22 жовтня 1971
- Єлизавета Георгіївна Алексєєва (Алексєєва-Шиканова) (1901–1972), акторка театру
- Цецилія Львівна Мансурова-Шеремєтєва (Воллерштейн) (1897–1976), акторка театру і кіно

### 1972 рік (12 чол)
від 3 лютого 1972
- Тимофій Васильович Левчук (1912–1998), кінорежисер

від 10 квітня 1972
- Наталія Михайлівна Бурмістрова (1918–2008), акторка театру

від 6 червня 1972
- Тетяна Іванівна Пельтцер (1904–1992), акторка театру і кіно

від 10 липня 1972
- Кирило Петрович Кондрашин (1914–1981), диригент[96]

від 4 серпня 1972
- Борис Еммануїлович Хайкін (1904–1978), диригент

від 11 серпня 1972
- Ігор Олегович Горбачов (1927–2003), театральний актор і режисер, кіноактор
- Кирило Юрійович Лавров (1925–2007), актор театру і кіно

від 4 жовтня 1972
- Леонід Семенович Тарабаринов (1928–2008), актор театру і кіно

від 17 листопада 1972
- Надія Петрівна Доценко (1913–1994), театральна акторка

від 29 листопада 1972
- Арус Арутюнівна Асрян (1904–1987), театральна акторка
- Бабкен Погосович Нерсесян (1917–1986), актор театру і кіно[97]
- Андрій Якович Штогаренко (1902–1992), композитор, педагог

### 1973 рік (23 чол)
від 5 січня 1973
- Раїса Михайлівна Сергієнко (1925–1987), оперна співачка (лірико-драматичне сопрано)

від 25 січня 1973
- Олександр Олександрович Ханов (1904–1983), актор театру[14]

від 30 березня 1973
- Людмила Георгіївна Зикіна (1929–2009), співачка

від 13 квітня 1973
- Юрій Миколайович Григорович (1927–2025), артист балету, балетмейстер[41][48]
- Бернара Рахимівна Карієва (нар. 1936), балерина

від 8 червня 1973
- Зайтуна Ісламівна Бікбулатова (1908–1992), акторка театру
- Альфред Ігнатович Яунушан (1919–2008), театральний актор і режисер

від 26 липня 1973
- Султан Гаджибеков (1919–1974), композитор (Soltan Hajibeyov[en])

від 15 серпня 1973
- Тамара Андріївна Милашкіна (1934–2024), оперна співачка

від 14 вересня 1973
- Юхим Захарович Копелян (1912–1975), актор театру і кіно

від 18 вересня 1973
- Юозас Мільтініс (1907–1994), театральний режисер[98]

від 26 вересня 1973
- Володимир Вікторович Васильєв (нар. 1940), артист балету і балетмейстер[12][49]
- Катерина Сергіївна Максимова (1939–2009), балерина[48][99]

від 5 жовтня 1973
- Анатолій Дмитрович Папанов (1922–1987), актор театру і кіно
- Віктор Іванович Хохряков (1913–1986), актор театру і кіно

від 24 жовтня 1973
- Андрій Олександрович Присяжнюк (1912–1982), театральний актор

від 30 листопада 1973
- Велта Мартинівна Ліне (1923–2012), акторка театру і кіно
- Ніна Іванівна Меновщикова (1934–2022), балерина[48]

від 17 грудня 1973
- Муслім Магометович Магомаєв (1942–2008) (минаючи звання Народного артиста Азербайджанської РСР), оперний і естрадний співак (баритон)[9]

від 27 грудня 1973
- Софія Миколаївна Головкіна (1915–2004), балерина і педагог[48][100]
- Юрій Петрович Кисельов (1914–1996), театральний актор і режисер

від 30 грудня 1973
- Юрій Володимирович Нікулін (1921–1997), артист цирку, кіноактор[95]
- Юрій Володимирович Соловйов (1940–1977), артист балету[48]

### 1974 рік (24 чол)
від 15 лютого 1974
- Маліка Сабірова (1942–1982), балерина

від 13 березня 1974
- Євген Семенович Матвєєв (1922–2003), актор театру і кіно, кінорежисер
- Нонна Вікторівна Мордюкова (1925–2008), кіноакторка[43]

від 23 березня 1974
- Домініка Тимофіївна Дарієнко (1919–2010), театральна акторка

від 5 квітня 1974
- Давид Мелкумович Малян (1904–1976), актор театру і кіно

від 10 квітня 1974
- Владислав Гнатович Стржельчик (1921–1995), актор театру і кіно

від 31 травня 1974
- Лідія Миколаївна Смирнова (1915–2007), акторка театру і кіно

від 5 липня 1974
- Галина Олександрівна Ковальова (1932–1995), оперна співачка (колоратурне сопрано)[47]

від 11 липня 1974
- Дагестанли (Ісмаїл Юсуф огли Гаджієв-Дагестанли) (1907–1980), театральний актор

від 1 серпня 1974
- Ісмаїл Осман огли Османли (1902–1978), актор театру і кіно[101]

від 6 серпня 1974
- Махмуд Есамбаєв (1924–2000), танцор

від 7 серпня 1974
- Мехті Мамедов (1918–1985), театральний режисер

від 13 серпня 1974
- Станіслав Йосипович Ростоцький (1922–2001), кінорежисер
- Отар Васильович Тактакішвілі (1924–1989), композитор
- В'ячеслав Васильович Тихонов (1928–2009), кіноактор

від 30 серпня 1974
- Георгій Павлович Менглет (1912–2001), актор театру і кіно

від 2 жовтня 1974
- Карліс Себріс (1914–2009), актор театру і кіно

від 17 жовтня 1974
- Валентин Миколайович Плучек (1909–2002), театральний режисер, актор[42]

від 4 листопада 1974, у зв'язку з 150-літтям Малого театру
- Євген Валеріанович Самойлов (1912–2006), актор театру і кіно
- Інокентій Михайлович Смоктуновський (1925–1994), актор театру і кіно

від 6 листопада 1974
- Нінель Олександрівна Кургапкіна (1929–2009), артистка балету[48]

від 29 листопада 1974
- Микола Миколайович Волчков (1910–2003?), артист театра

від 27 грудня 1974
- Бруно Артурович Фрейндліх (1909–2002), актор театру і кіно[102]

від 30 грудня 1974
- Донатас Баніоніс (1924–2014), актор театру і кіно

### 1975 рік (19 чол)
від 30 січня 1975
- Марина Тимофіївна Семенова (1908–2010), балерина[103]
- Анатолій Борисович Солов'яненко (1932–1999), співак, піаніст, педагог

від 7 березня 1975
- Володимир Михайлович Зельдін (1915—2016), актор театру і кіно
- Людмила Іванівна Касаткіна (1925–2012), акторка театру і кіно

від 28 березня 1975
- Іван Микитович Марін (1905–1983), актор театру і кіно
- Іван Федорович Переверзєв (1914–1978), актор театру і кіно

від 2 квітня 1975
- Діана Гнатівна Петриненко (1930—2018), співачка (лірико-колоратурне сопрано)
- Федір Іванович Шмаков (1917–2009), актор театру і кіно

від 29 квітня 1975
- Дмитро Якович Покрасс (1899–1978), композитор

від 10 липня 1975
- Євгеній Рубенович Симонов (1925–1994), режисер театру

від 4 вересня 1975
- Матвій Ісакович Блантер (1903–1990), композитор
- Майя (Меданієт) Шахбердиєва (1930—2018), оперна співачка (колоратурне сопрано)

від 18 вересня 1975
- Костянтин Іраклійович Массалітінов (1905–1979), композитор, хоровий диригент

від 3 жовтня 1975
- Наталія Іллівна Сац (1903–1993), театральний режисер

від 7 жовтня 1975
- Михайло Олексійович Куліковський (1906–1996), театральний актор і режисер

від 13 листопада 1975
- Юрій Васильович Сілантьєв (1919–1983), диригент, композитор

від 26 листопада 1975
- Фуад Ібрагімович Халітов (1909–1981), театральний актор

від 8 грудня 1975
- Валерій Сергійович Нельський (1906–1990), театральний актор

від 18 грудня 1975
- Юрі Євгенович Ярвет (1919–1995), актор театру і кіно

### 1976 рік (44 чол)
від 14 січня 1976
- Ельза Янівна Радзиня (1917–2005), акторка театру і кіно

від 15 січня 1976
- Олексій Костянтинович Ургалкін (1910–1981), актор театру

від 28 квітня 1976
- Дмитро Олександрович Алексідзе (1910–1984), театральний режисер

від 21 травня 1976
- Ісидор Аркадійович Зак (1909–1998), диригент

від 25 травня 1976, у зв'язку з 200-літтям Державного Академічного Большого театру
- Володимир Андрійович Атлантов (нар. 1939), оперний співак (лірико-драматичний тенор)[34]
- Наталія Ігорівна Безсмертнова (1941–2008), балерина[48][104]
- Олександр Пилипович Ведерников (1927—2018), оперний співак (бас)[105]
- Віра Георгіївна Дулова (1910–2000), арфістка
- Марина Вікторівна Кондратьєва (1934–2024), балерина[48]
- Михайло Леонідович Лавровський (нар. 1941), артист балету, балетмейстер[48]
- Марис-Рудольф Едуардович Лієпа (1936–1989), артист балету[48]
- Юрій Антонович Мазурок (1931–2006), оперний співак (баритон)
- Асаф Михайлович Мессерер (1903–1992), артист балету, педагог і балетмейстер[48]
- Євген Євгенович Нестеренко (1938—2021), оперний співак (бас)
- Олена Василівна Образцова (1939–2015), оперна співачка (мецо-сопрано)
- Геннадій Миколайович Рождественський (1931—2018), диригент[106]
- Микола Борисович Фадєєчев (1933—2020), артист балету, педагог[107]
- Артур Артурович Ейзен (1927–2008), оперний співак (бас)

від 15 червня 1976
- Петро Григорович Лобода (1907–1979), артист театру

від 3 серпня 1976
- Гафар Рустамович Валамат-Заде (1916–1993), артист балету, балетмейстер

від 10 серпня 1976
- Іван Іванович Аврамов (1915–1985), театральний актор і режисер

від 11 серпня 1976
- Арвід Кришевич Янсонс (1914–1984), диригент

від 19 серпня 1976
- Михайло Григорович Водяной (1924–1987), артист оперети, кіноактор

від 30 вересня 1976
- Сергій Олександрович Лункевич (1934–1995), диригент, скрипаль, композитор

від 12 жовтня 1976
- Олег Миколайович Єфремов (1927–2000), актор і режисер театру і кіно
- Юрій Васильович Яковлев (1928—2013), актор театру і кіно

від 13 грудня 1976
- Тамара Григорівна Альошина-Александрова (1928–1996), оперна співачка (мецо-сопрано)

від 17 грудня 1976
- Микола Федорович Манойло (1927–1998), оперний співак (баритон)
- Анатолій Юрійович Мокренко (1933—2020), оперний співак (баритон)
- Нонна Андріївна Суржина (нар. 1937), оперна співачка (мецо-сопрано)

від 29 грудня 1976
- Олексій Володимирович Баталов (1928—2017), актор театру і кіно
- Ірина Петрівна Богачова (1939—2019), оперна співачка (мецо-сопрано)
- Сергій Васильович Вікулов (нар. 1937), артист балету, балетмейстер[48]
- Асанхан Джумахматов (1923–2008), диригент[108]
- Лев Олександрович Куліджанов (1924–2002), кінорежисер
- Булат Абдуллайович Мінжилкієв (1940–1997), оперний співак (бас)
- Олександр Григорович Мурін (1917–1992), хоровий диригент
- Марія Миколаївна Степанова (1916–1983), акторка театру і кіно
- Юхим Юлійович Учитель (1913–1988), режисер і оператор документального кіно

від 30 грудня 1976
- Людмила Василівна Єрофєєва (1937–2003), оперна співачка (лірико-колоратурне сопрано)
- Карліс Заріньш (1930—2015), співак (драматичний тенор)

від 31 грудня 1976
- Медея Петрівна Аміранашвілі (1930—2023), оперна співачка (ліричне сопрано)[17]
- Азербайджан Мадійович Мамбетов (1932—2009), театральний режисер
- Ламара Григорівна Чконія (1930—2024), оперна співачка (лірико-колоратурне сопрано)

### 1977 рік (28 чол)
від 14 січня 1977
- Нійоле Амбразайтіте (1939—2016), оперна співачка (мецо-сопрано)
- Світлана Пилипівна Данилюк (1939–2003), оперна співачка (мецо-сопрано)
- Лютфія Кабірова (1932—2013), оперна співачка (сопрано)
- Тійу Рандвійр (нар. 1938), балерина

від 5 січня 1977
- Юрій Миколайович Озеров (1921–2001), кінорежисер

від 20 січня 1977
- Лютфіяр Іманов (1929–2008), оперний співак (драматичний тенор)

від 25 січня 1977
- Мігран Арменакович Еркат (1921–1986), оперний співак (баритон)

від 2 березня 1977
- Ніна Опанасівна Сазонова (1917–2004), акторка театру і кіно

від 21 квітня 1977
- Олександр Дмитрович Гай (1914–2000), актор театру і кіно
- Михайло Семенович Годенко (1919–1991), артист балету, балетмейстер

від 15 червня 1977
- Закір Мухамеджанов (1921–2012), актор театру і кіно[109]

від 23 червня 1977
- Григорій Єгіазарович Єгіазарян (1908–1988), композитор
- Віра Олександрівна Єршова (1917–2006), театральна акторка

від 29 червня 1977
- Азат Зінатович Абасов (1925–2006), оперний співак (ліричний тенор)

від 21 липня 1977
- Хидир Алланурович Аллануров (1922–1993), диригент

від 10 серпня 1977
- Вероніка Борисівна Дударова (1916–2009), диригент

від 18 серпня 1977
- Людмила Йосипівна Макарова (1921—2014), артистка театру
- Вольдемар Хансович Пансо (1920–1977), театральний актор і режисер, кіноактор

від 25 серпня 1977
- Федір Григорович Верещагін (1910–1996), театральний режисер

від 31 серпня 1977
- Андрій Олександрович Гончаров (1918–2001), театральний режисер, театральний педагог[41]

від 16 вересня 1977
- Шаукат Хасанович Біктеміров (1928–2012), артист театра

від 22 вересня 1977
- Аркадій Іванович Аркадьєв (Кудерко) (1907–1993), театральний актор і режисер, кіноактор

від 20 жовтня 1977
- Олександр Борисович Столпер (1907–1979), кінорежисер, кінодраматург

від 28 жовтня 1977
- Костянтин Петрович Степанков (1928–2004), актор театру і кіно

від 2 листопада 1977
- Ераст Павлович Гарін (1902–1980), театральний актор і режисер, кіноактор[110][111]

від 10 листопада 1977
- Стефан Васильович Турчак (1938–1988), диригент

від 30 листопада 1977
- Данило Борисович Шафран (1923–1997), віолончеліст

від 30 грудня 1977
- Дільбар Гулямівна Абдурахманова (1936—2018), диригент

### 1978 рік (21 чол)
від 24 січня 1978

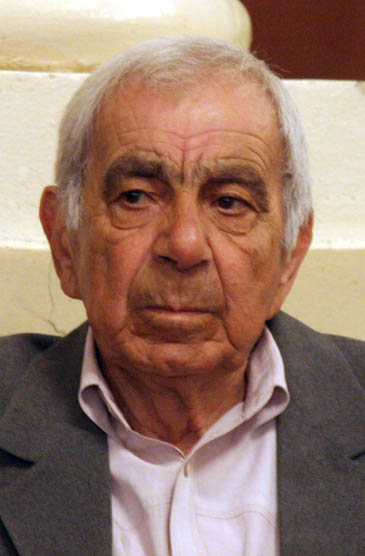
Ю. Л. Попов

- Євгеній Павлович Леонов (1926—1994), актор театру і кіно
- Олена Олексіївна Фадєєва (1914—1999), акторка театру і кіно
- Тетяна Іванівна Шмига (1928—2011), артистка оперети, кіноакторка

від 22 лютого 1978
- Володимир Акимович Курочкін (1922—2002), актор і режисер оперети

від 24 лютого 1978
- Ігор Петрович Володимиров (1919—1999), актор, режисер
- Валерій Петрович Ковтун (1944—2005), артист балету
- Ростислав Іванович Янковський (1930—2016), актор театру і кіно

від 10 березня 1978
- Ольга Василівна Бардіна (1932—2001), оперна співачка (лірико-драматичне сопрано)[112]
- Юрій Лазарович Попов (1929—2013), оперний співак (драматичний баритон)[113]

від 18 квітня 1978
- Танхо Селімович Ізраїлов (1917—1981), артист балету, балетмейстер
- Гельмер-Райнер Сінісало (1920—1989), композитор, флейтист

від 5 травня 1978
- Еліна Авраамівна Бистрицька (1928—2019), акторка театру і кіно[12][49]
- Руфіна Дмитрівна Ніфонтова (1931—1994), акторка театру і кіно

від 6 травня 1978
- Генрікас Ванцевічюс (1924—2014), театральний режисер
- Рауф Гаджієв (1922—1995), композитор

від 9 червня 1978
- Сурен Ісаакович Баблоєв (1918—1979), хоровий диригент

від 16 червня 1978
- Ада Миколаївна Роговцева (нар. 1937), акторка театру і кіно[114]

від 21 червня 1978
- Микола Кіндратович Кондратюк (1931—2006), оперний і естрадний співак (баритон)[20]

від 3 липня 1978
- Олег Іванович Борисов (1929—1994), актор театру і кіно[49]

від 22 листопада 1978
- Оганес Арутюнович Чекіджян (нар. 1928), хоровий диригент

від 14 грудня 1978
- Михайло Пилипович Мансуров (1916—1993), театральний актор

### 1979 рік (25 чол)
від 23 січня 1979
- Павло Петрович Кадочников (1915–1988), актор театру і кіно, режисер

від 7 лютого 1979
- Джурабек Муродов (нар. 1942), естрадний співак (тенор), виконавець на ребабі

від 6 березня 1979
- Маргарита Артурівна Войтес (нар. 1936), оперна співачка (колоратурне сопрано)
- Дмитро Миколайович Журавльов (1900–1991), артист естради, чтец
- Костянтин Агапаронович Орбелян (1928—2014), композитор, диригент

від 3 квітня 1979
- Платон Іларіонович Майборода (1918–1989), композитор

від 26 квітня 1979
- Олександр Іванович Медведкін (1900–1989), кінорежисер, кінодраматург

від 11 травня 1979
- Дмитро Михайлович Циганов (1903–1992), скрипаль

від 16 травня 1979
- Рамазан Салікович Бапов (1947—2014), артист балету
- Сергій Миколайович Плотников (1909–1990), актор театру і кіно
- Цісана Бежанівна Татішвілі (1937—2017), оперна співачка (сопрано)

від 31 травня 1979
- Олександра Василівна Прокошина (1918–2005), співачка (сопрано)

від 9 липня 1979
- Едвардас Стасевич Канява (нар. 1937), оперний співак (баритон)

від 23 серпня 1979
- Володимир Олександрович Волжанський (1917–1983), артист цирку (акробат, еквілібрист)

від 29 вересня 1979
- Юлдаш Агзамов (1909–1985), кінорежисер

від 10 жовтня 1979
- Калий Молдобасанов (1929–2006), композитор, диригент
- Гунарс Альфредович Цилінскіс (1931–1992), театральний актор і режисер, кіноактор, кінорежисер

від 26 жовтня 1979
- Адольф Петрович Скулте (1909–2000), композитор

від 11 листопада 1979
- Григорій Давидович Лордкіпанідзе (1927—2013), режисер театру і кіно

від 29 листопада 1979
- Дмитро Миколайович Смолич (1919–1987), театральний режисер[3]

від 3 грудня 1979
- Лев Миколайович Венедиктов (1924—2017), хоровой диригент
- Ярослав Антонович Вощак (1921–1989), диригент
- Зураб Лаврентійович Соткілава (1937—2017), оперний співак (тенор)

від 7 грудня 1979
- Володимир Григорович Грипич (1923–1983), театральний режисер
- Отар Вахтангович Мегвінетухуцесі (1932—2013), актор театру і кіно[115]

## 1980–1991 рік (324 чоловіки)

### 1980 рік (33 чол)
від 30 січня 1980
- Едуардас Бальсис (1919–1984), композитор

від 31 січня 1980
- Хендрик Арсенович Крумм (1934–1989), оперний співак (лірико-драматичний тенор)
- Тетяна Олексіївна Таякіна (1951–2023), балерина

від 14 лютого 1980
- Хаким Каримович Зарипов (1924–2023), артист цирку (наездник), кіноактор
- Микола Леонідович Ольховиков (1922–1987), артист цирку (наездник і жонгльор)
- Володимир Оскал-Оол (1920–1999), артист цирку (жонгльор і еквилибрист)
- Василь Якович Третяк (1926–1989), український оперний співак (тенор)
- Галина Опанасівна Туфтіна (1933–2007), оперна співачка (мецо-сопрано)

від 21 лютого 1980
- Георгій Степанович Жжонов (1915–2005), актор театру і кіно

від 28 лютого 1980
- Іван Петрович Дмитрієв (1915–2003), актор театру і кіно
- Мухамед Черкезов (1911–1993), актор театру і кіно

від 30 квітня 1980
- Асаналі Ашимов (нар. 1937), актор театру і кіно
- Фарида Шарифівна Шарипова (1936–2010), акторка

від 16 квітня 1980
- Лідія Володимирівна Мосолова (1918–1996), акторка театру
- Петро Львович Монастирський (1915—2013), режисер театра

від 11 червня 1980
- Галина Климентіївна Макарова (1919–1993), артистка театру

від 17 червня 1980
- Абдулла Рухуллович Шамуков (1909–1981), актор

від 20 червня 1980
- Віра Кузьминична Кузьмина (1923—2021), акторка театру

від 28 липня 1980
- Ніна Костянтинівна Мешко (1917–2008), хоровой диригент
- Зейнаб Ханларова (нар. 1936), оперна співачка (сопрано), исполнительница мугамов

від 5 серпня 1980
- В'ячеслав Олександрович Грінченко (1938–1998), оперний співак (бас)

від 13 серпня 1980
- Саулюс Сондецкіс (1928—2016), диригент

від 3 вересня 1980
- Всеволод Семенович Якут (1912–1991), актор театру і кіно

від 5 вересня 1980
- Тенґіз Євгенович Абуладзе (1924–1994), кінорежисер[17][79]
- Іван Іванович Соловйов (1910–1982), актор театру і кіно
- Реваз Давидович Чхеїдзе (1926—2015), кінорежисер

від 8 жовтня 1980
- Глафира Петрівна Сидорова (1922—2019), театральна акторка

від 23 жовтня 1980
- Андрій Павлович Петров (1930–2006), композитор

від 3 листопада 1980
- Хорен Бабкенович Абрамян (1930–2004), актор театру і кіно, театральний режисер[79]

від 17 листопада 1980
- Кайиргуль Сартбаєва (нар. 1936), оперна співачка (лирическое сопрано)

від 9 грудня 1980
- Володимир Іванович Федосєєв (нар. 1932), диригент

від 23 грудня 1980
- Ольга Сергіївна Висоцька (1906–2000), диктор Всесоюзного радіо
- Юрій Борисович Левитан (1914–1983), диктор Всесоюзного радіо

### 1981 рік (35 чол)
від 13 січня 1981
- Метаксія Мігранівна Симонян (1926–1987), акторка театру
- Зоя Георгіївна Спіріна (1926–1986), акторка

від 14 січня 1981
- Шухрат Саліхович Аббасов (1931—2018), кінорежисер і сценарист
- Ніна Сергіївна Ісакова (нар. 1928), оперна співачка (мецо-сопрано)

від 25 лютого 1981
- Аліса Брунівна Фрейндліх (нар. 1934), акторка театру і кіно

від 13 березня 1981
- Юрій Іванович Симонов (нар. 1941), диригент

від 13 квітня 1981
- Газіза Ахметівна Жубанова (1927–1993), композитор
- Еркегалі Рахмадійович Рахмадієв (1932—2015), композитор

від 29 травня 1981
- Кім Іванович Базарсадаєв (1937–2002), оперний співак (бас)[34]
- Едвард Михайлович Мірзоян (1921–2012), композитор

від 8 червня 1981
- Григорій Наумович Чухрай (1921–2001), кінорежисер, сценарист[116]

від 11 червня 1981
- Володимир Михайлович Морозов (1933–2002), оперний співак (бас)
- Юрій Хатуєвич Темірканов (1938—2023), диригент[117]

від 16 липня 1981
- Ріхард Петрович Глазуп (1920–1993), диригент

від 11 серпня 1981
- Микола Олексійович Сліченко (1934—2021), актор і режисер[118]

від 18 серпня 1981
- Суйменкул Чокморов (1939–1992), актор театру і кіно

від 27 серпня 1981
- Марія Миколаївна Мордасова (1915–1997), співачка, виконавиця народних пісень

від 28 серпня 1981
- Лев Вікторович Голованов (1926—2015), танцовщик[119]

від 2 вересня 1981
- Родіон Костянтинович Щедрін (нар. 1932), композитор
- Андрій Якович Ешпай (1925—2015), композитор

від 9 вересня 1981
- Юрій Миколайович Мажуга (1931—2022), актор театру і кіно

від 11 вересня 1981
- Володимир Козьмович Курбет (1930—2017), хореограф, балетмейстер

від 15 вересня 1981
- Юлія Іполитівна Солнцева (1901–1989), кіноакторка, кінорежисер

від 16 вересня 1981
- Мурад Магомедович Кажлаєв (1931–2023), композитор, диригент

від 12 жовтня 1981
- Айсулу Токомбаєва (нар. 1947), балерина

від 22 жовтня 1981
- Борис Михайлович Тенін (1905–1990), актор театру і кіно

від 23 жовтня 1981
- Сабіра Атаєва (1917–1993), акторка театру і кіно
- Ану Кааль (нар. 1940), оперна співачка (лірико-колоратурне сопрано)

від 4 листопада 1981
- Валентина Олександрівна Єрмакова (1924–2003), акторка театру і кіно, театральний педагог[120]

від 5 листопада 1981
- Сергій Костянтинович Тихонов (1921–1992), актор

від 18 листопада 1981
- Михайло Іванович Туманішвілі (1921–1996), театральний режисер

від 26 листопада 1981
- Тетяна Василівна Дороніна (нар. 1933), акторка і режисер театру, кіноакторка[121]

від 27 листопада 1981
- Рамаз Григорович Чхиквадзе (1928–2011), актор театру і кіно

від 7 грудня 1981
- Петро Петрович Глєбов (1915–2000), актор театру і кіно

від 2 грудня 1981
- Людмила Олексіївна Чурсіна (нар. 1941), акторка театру і кіно

### 1982 рік (21 чол)
від 7 січня 1982
- Віктор Павлович Тарасов (1934–2006), актор

від 21 січня 1982
- Шарах Абзегович Пачалія (1914–2000), театральний режисер, актор, драматург
- Михайло Дмитрович Чубінідзе (1910–2006), актор театру і кіно

від 17 лютого 1982
- Шолпан Ісабеківна Джандарбекова (1922–2005), театральна акторка
- Олександр Янович Лемберг (1921–1985), балетмейстер
- Ідріс Ногайбаєв (1931–1989), театральний актор

від 6 квітня 1982
- Микола Олексійович Левицький (1911–1982), режисер науково-популярного кіно

від 28 квітня 1982
- Арутюн Амаякович Акопян (1918–2005), артист естради, фокусник-маніпулятор[17][79]
- Валентина Михайлівна Леонтьєва (1923–2007), телеведуча, диктор телебачення

від 30 квітня 1982
- Тамара Іллівна Синявська (нар. 1943), співачка (мецо-сопрано)

від 8 червня 1982
- Чолпонбек Базарбаєв (1949–2002), артист балету

від 19 липня 1982
- Іван Герасимович Лапиков (1922–1993), актор театру і кіно

від 21 липня 1982
- Загір Гаріпович Ісмагілов (1917–2003), композитор

від 6 серпня 1982
- Генрих Суренович Малян (1925–1988), кінорежисер, сценарист (див. Henrik Malyan[en])

від 10 серпня 1982
- Євгеній Тихонович Райков (1937–2010), оперний співак (лірико-драматичний тенор)

від 11 серпня 1982
- Володимир Володимирович Кенігсон (1907–1986), актор театру і кіно

від 12 серпня 1982
- Ніна Василівна Мамаєва (1923–2001), театральна акторка[122]

від 18 серпня 1982
- Іраклій Луарсабович Андроніков (1908–1990), письменник, читець[17][79]

від 19 серпня 1982
- Володимир Павлович Андріанов (1906–1985), театральний актор

від 1 вересня 1982
- Роберт Робертович Стуруа (нар. 1938), театральний режисер

від 10 грудня 1982
- Рем Федорович Лебедєв (1917–1997), артист театру і кіно

### 1983 рік (26 чол)
від 5 січня 1983
- Олександр Олександрович Алов (1923–1983), кінорежисер, кінодраматург[17][79]
- Володимир Наумович Наумов (1927—2021), кінорежисер

від 6 січня 1983
- Рубен Сергійович Агамірзян (1922–1991), театральний режисер[79]

від 22 лютого 1983
- Юрій Йосипович Богатиков (1932–2002), естрадний співак (баритон)
- Анатолій Тимофійович Авдієвський (1933—2016), хоровий диригент

від 23 лютого 1983
- Євген Олександрович Євстигнєєв (1926–1992), актор театру і кіно
- Тетяна Петрівна Ніколаєва (Тарасевич-Ніколаєва) (1924–1993), піаністка, композитор

від 24 лютого 1983
- Арвід Янович Жилінський (Жилінскіс) (1905–1993), композитор

від 24 березня 1983
- Фрунзе Вагінакович Довлатян (1927–1997), кінорежисер, кіноактор
- Владислав Іванович П'явко (1941—2020), оперний співак (тенор)

від 31 травня 1983
- Микита Володимирович Богословський (1913–2004), композитор

від 10 червня 1983
- Анатолій Іванович Кочерга (нар. 1947), оперний співак (бас)

від 27 червня 1983
- Баудоржа Базарович Ямпілов (1916–1989), композитор

від 1 липня 1983, у зв'язку з 200-літтям Ленінградського театру опери та балету
- Габрієла Трохимівна Комлєва (нар. 1938), артистка балету, балетмейстер[48]
- Аскольд Анатолійович Макаров (1925–2000), артист балету, балетмейстер[48]
- Ольга Миколаївна Моїсєєва (1928—2021), балерина, балетмейстер[48]
- Микола Петрович Охотніков (1937—2017), співак (бас)
- Владилен Григорович Семенов (нар. 1932), артист балету, балетмейстер[48]
- Алла Іванівна Сизова (1939–2014), артистка балету[48]
- Людмила Павлівна Філатова (нар. 1935), оперна співачка (мецо-сопрано)

від 31 липня 1983
- Олег Михайлович Виноградов (нар. 1937), балетмейстер[48]

від 17 серпня 1983
- Людмила Марківна Гурченко (1935–2011), акторка театру і кіно, естрадна співачка

від 14 жовтня 1983
- Володимир Павлович Басов (1923–1987), кінорежисер, актор[79]

від 27 жовтня 1983
- Нані Георгіївна Брегвадзе (нар. 1938), естрадна співачка[123]

від 30 листопада 1983
- Михайло Андрійович Глузський (1918–2001), актор театру і кіно
- Валерій Григорович Єгудін (1937–2007), оперний співак (тенор)

### 1984 рік (25 чол)
від 18 січня 1984
- Мазол Яшуваївна Колонтарова (нар. 1950), балерина
- Фрунзик Мкртчян (1930–1993), актор театру і кіно.[124]

від 27 квітня 1984
- Євгеній Олександрович Глєбов (1929–2000), композитор[125]

від 29 квітня 1984
- Нургіса Тлендієв (1925–1998), диригент

від 3 травня 1984
- Міхай Єрмолайович Волонтір (1934—2015), артист театру і кіно

від 22 червня 1984
- Віктор Іванович Коршунов (1929—2015), актор театру і кіно[126][127]
- Олександра Миколаївна Пахмутова (нар. 1929), композитор
- Серафим Сергійович Туліков (1914–2004), композитор

від 25 липня 1984
- Ельдар Олександрович Рязанов (1927—2015), кінорежисер

від 2 серпня 1984
- Володимир Абрамович Етуш (1923—2019), актор театру і кіно, театральний педагог

від 6 серпня 1984
- Марсель Хакімович Салімжанов (1924–2002), театральний режисер

від 8 серпня 1984
- Володимир Якович Самойлов (1924–1999), актор театру і кіно

від 9 серпня 1984
- Кундуз Міркарімова (1925—2019), режисер-балетмейстер

від 15 серпня 1984
- Олександр Миколайович Холмінов (1925—2015), композитор[128]

від 26 вересня 1984
- Тетяна Михайлівна Ліознова (1924–2011), кінорежисер

від 5 жовтня 1984
- Іоакім Георгійович Шароєв (1930–2000), театральний режисер і педагог

від 10 жовтня 1984
- Олексій Боктайович Чиргал-оол (1924–1989), композитор

від 11 жовтня 1984
- Микола Михайлович Саламов (1922–2003), актор

від 12 жовтня 1984
- Світлана Дзантемирівна Адирхаєва (1938–2023), балерина[79]

від 30 листопада 1984
- Олег Валеріанович Басилашвілі (нар. 1934), актор театру і кіно[79]

від 13 грудня 1984
- Вячеслав Михайлович Гордєєв (нар. 1948), артист балету, балетмейстер[48]
- Дмитро Георгійович Китаєнко (нар. 1940), диригент
- Надія Василівна Павлова (нар. 1956), балерина[48]

від 18 грудня 1984
- Хусейн Мухтаров (1938–2001), оперний співак (бас)
- Токтонали Сейталієв (1937—2021), оперний співак (ліричний тенор)

### 1985 рік (27 чол)
від 7 січня 1985
- Шамгон Кажгалієв (1927—2015), диригент
- Микола Олександрович Михєєв (1923–1993), театральний актор

від 28 січня 1985
- Раймонд Паулс (нар. 1936), композитор

від 31 січня 1985
- Леонід Васильович Марков (1927–1991), актор театру і кіно

від 6 лютого 1985
- Армен Борисович Джигарханян (1935—2020), актор театру і кіно[129]

від 11 квітня 1985
- Баба Аннанов (1934–1991), театральний режисер

від 11 травня 1985
- Михайло Ілліч Бушнов (1923—2014), театральний актор[130]
- Валентин Миколайович Єлізарьєв (нар. 1947), балетмейстер
- Аркадій Маркович Савченко (1936–2004), оперний співак (баритон)

від 6 червня 1985
- Костянтин Ігнатійович Адашевський (1897–1987), актор театру і кіно[131]
- Олександр Іванович Щоголєв (1913–1988), театральний актор

від 12 липня 1985
- Сос Арташесович Саркісян (1929—2013), актор театру і кіно

від 18 липня 1985
- Регімантас Адомайтіс (1937—2022), актор театру і кіно[132]

від 7 серпня 1985
- Марія Юріївна Стефюк (нар. 1948), оперна співачка (лірико-колоратурне сопрано)

від 21 серпня 1985
- Валентин Сергійович Левашов (1915–1994), композитор, хоровой диригент

від 22 серпня 1985
- Юрій Іванович Казаков (1924—2019), баяніст

від 2 вересня 1985
- Інна Володимирівна Макарова (1926—2020), кіноакторка

від 20 вересня 1985
- Джансуг Іванович Кахідзе (1936–2002), диригент
- Толомуш Окєєв (1935–2001), кінорежисер

від 4 жовтня 1985
- Іван Петрович Іванов-Вано (1900–1987), режисер-мультиплікатор

від 5 жовтня 1985
- Давлетбай Ходжабаєв (1931—2019), артист цирку, вершник-джигіт
- Борис Олександрович Чайковський (1925–1996), композитор

від 18 жовтня 1985
- Володимир Олексійович Андрєєв (1930—2020), актор театру і кіно[17]

від 25 жовтня 1985
- Клара Степанівна Лучко (1925–2005), акторка театру і кіно

від 5 листопада 1985
- Ігор Олексійович Шаповалов (1945—2020), артист балету, балетмейстер[48]

від 6 листопада 1985
- Марк Григорович Фрадкін (1914–1990), композитор

від 26 грудня 1985
- Василь Семенович Лановий (1934—2021), актор театру і кіно

### 1986 рік (23 чол)
від 22 січня 1986
- Імантс Олександрович Кокарс (1921–2011), диригент

від 30 січня 1986
- Дугаржап Циренович Дашиєв (1939–2003), оперний співак (лірико-драматичний тенор)

від 18 лютого 1986
- Марлен Мартинович Хуцієв (1925—2019), кінорежисер

від 19 лютого 1986
- Георгій Миколайович Пантюков (1922–1994), хоровий диригент

від 28 лютого 1986
- Віра Кузьмівна Васильєва (1925–2023), акторка театру і кіно[12][49]

від 27 березня 1986
- Георгій Павлович Ансімов (1922—2015), режисер опери і оперети[34]

від 17 квітня 1986
- В'ячеслав Михайлович Невинний (1934–2009), актор театру і кіно

від 5 червня 1986
- Ері Клас (1939—2016), диригент[133]

від 12 червня 1986
- Едгар Сергійович Оганесян (1930–1998), композитор

від 27 червня 1986
- Віктор Тимофійович Туров (1936–1996), кінорежисер

від 7 липня 1986
- Михайло Іванович Мунтян (нар. 1943), оперний співак (лірико-драматичний тенор)

від 24 липня 1986
- Рустем Мухаметхазейович Яхін (1921–1993), композитор, піаніст (tt:Röstäm Yaxin)

від 31 липня 1986
- Алібек Мусайович Днішев (нар. 1951), оперний співак (ліричний тенор)
- Маргарита Сергіївна Дроздова (нар. 1948), артистка балету[48]

від 27 серпня 1986
- Людмила Іванівна Семеняка (нар. 1952), балерина і педагог

від 28 серпня 1986
- Вацловас Даунорас (1937—2020), оперний співак (бас)

від 26 вересня 1986
- Маквала Филимонівна Касрашвілі (нар. 1942), співачка (лірико-драматичне сопрано) (див. Makvala Kasrashvili[en])

від 17 жовтня 1986
- Юозас Домаркас (нар. 1936), диригент
- Аріф Джангірович Меліков (1933—2019), композитор

від 6 листопада 1986
- Микола Васильович Кутузов (1926–2011), композитор, диригент
- Людмила Павлівна Сахарова (1926–2012), артистка балету, педагог[48]

від 31 грудня 1986
- Зебо Амін-Заде (нар. 1948), балетмейстер
- Віра Михайлівна Баєва (нар. 1936), співачка (лірико-колоратурне сопрано)

### 1987 рік (15 чол)
від 12 лютого 1987

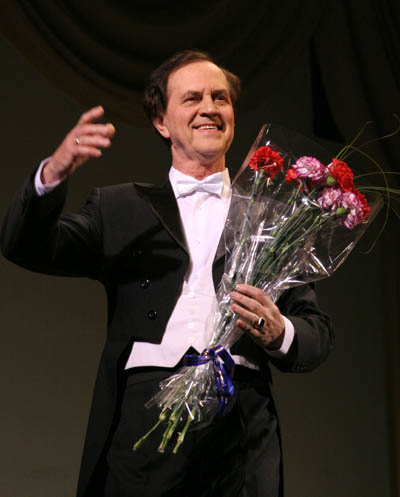
Л. А. Сметанніков

- Ганна Яківна Покідченко (1926—2014), акторка

від 27 лютого 1987
- Куддус Ходжам'ярович Кужам'яров (1918–1994), композитор

від 26 березня 1987
- Євгеній Дмитрович Дога (1937—2025), композитор
- Вельйо Ріхович Торміс (1930—2017), композитор

від 2 квітня 1987
- Віра Олександрівна Гарштя (1927–2012), хореограф, хоровой диригент

від 17 квітня 1987
- Федір Савелійович Хитрук (1917–2012), кінорежисер-аниматор

від 20 травня 1987
- Леонід Сергійович Бронєвой (1928—2017), актор театру і кіно[49]

від 27 травня 1987
- Ігор Михайлович Лученок (1938—2018), композитор

від 18 червня 1987
- Мая-гозель Аймедова (нар. 1941), акторка театру і кіно

від 16 липня 1987
- Юрій Кузьмич Владіміров (1942–2025), артист балету і педагог[48]
- Ніна Іванівна Сорокіна (1942–2011), балерина[48]

від 6 серпня 1987
- Євгенія Никандрівна Ханаєва (1921–1987), акторка театру і кіно

від 19 серпня 1987
- Віктор Вікторович Третьяков (нар. 1946), скрипаль

від 30 вересня 1987
- Йосип Давидович Кобзон (1937—2018), естрадний співак (баритон)

від 5 листопада 1987
- Леонід Анатолійович Сметанніков (нар. 1943), оперний співак (баритон), педагог[134]

### 1988 рік (33 чол)
від 12 січня 1988

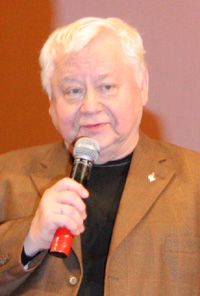
О. П. Табаков

- Олег Павлович Табаков (1935—2018), актор театру і кіно, режисер, театральний педагог

від 9 лютого 1988

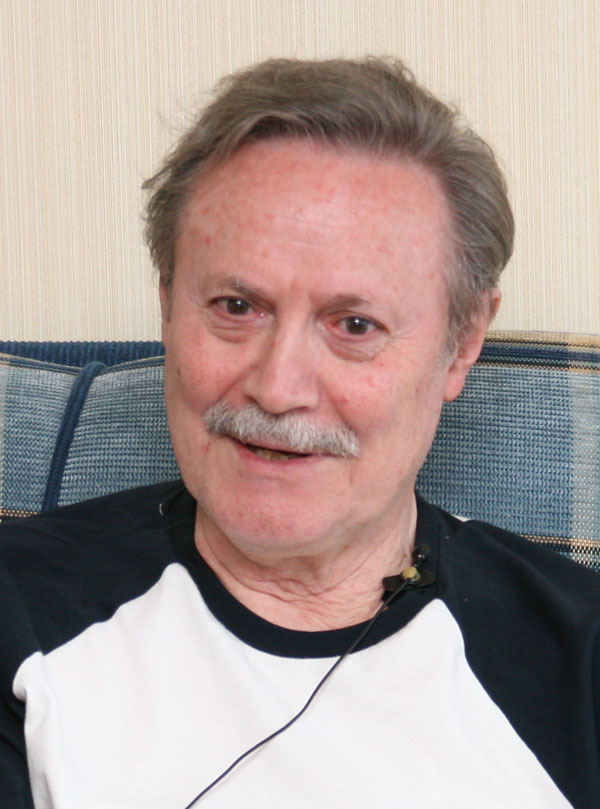
Ю. М. Соломін

- Юрій Мефодійович Соломін (1935—2024), актор театру і кіно, режисер[135]

від 14 лютого 1988
- Валентина Павлівна Ковель (1923–1997), акторка театру і кіно

від 4 березня 1988
- Сулхан Федорович Цинцадзе (1925–1991), композитор[14]

від 22 березня 1988
- Володимир Дмитрович Шевченко (1946–2012), артист цирку
- Людмила Олексіївна Шевченко (нар. 1945), артистка цирку

від 5 квітня 1988
- Ігор Васильович Таланкін (1927–2010), кінорежисер

від 11 квітня 1988
- Микола Миколайович Некрасов (1932–2012), диригент оркестру російських народних інструментів

від 12 квітня 1988
- Гія Олександрович Канчелі (1935—2019), композитор

від 13 квітня 1988
- Харій Лієпіньш (1927–1998), артист театру

від 28 квітня 1988
- Стефанія Михайлівна Станюта (1905–2000), акторка театру і кіно

від 29 квітня 1988
- Естебес Турсуналієв (1931–2005), акин-імпровізатор

від 6 травня 1988
- Арнольд Михайлович Кац (1924–2007), диригент

від 11 травня 1988
- Софія Михайлівна Ротару (нар. 1947), естрадна співачка

від 13 травня 1988
- Гадоєв Хошим (нар. 1937), театральний актор
- Анатолій Васильович Молодов (1929—2017), хоровий диригент

від 22 червня 1988
- Фідан Касімова (нар. 1948), оперна співачка (сопрано)

від 13 липня 1988
- Вардуї Карапетівна Вардересян (1928—2015), акторка театру і кіно.

від 29 липня 1988
- Анегіна Єгорівна Ільїна-Дмитрієва (нар. 1943), оперна співачка (мецо-сопрано)

від 5 серпня 1988
- Ігор Леонідович Кирилов (1932—2021), диктор[136]

від 8 серпня 1988
- Ельдар Миколайович Шенгелая (1933—2025), кінорежисер

від 20 вересня 1988
- Михайло Іванович Пуговкін (1923–2008), актор кіно і театру

від 27 вересня 1988
- Олег Олександрович Стриженов (1929–2025), актор театру і кіно

від 11 жовтня 1988
- Сергій Володимирович Данченко (1937–2001), театральний режисер

від 12 жовтня 1988
- Володимир Миколайович Мінін (нар. 1929), хоровий диригент

від 13 жовтня 1988
- Едіта Станіславівна П'єха (нар. 1937), естрадна співачка

від 14 жовтня 1988
- Лев Вікторович Раскатов (1927–1993), артист театру

від 25 жовтня 1988
- Улдіс Жагата (1928—2015), артист балету, хореограф
- Ліана Олександрівна Ісакадзе (1946–2024), скрипалька, диригент

від 28 листопада 1988
- Сергій Миколайович Колосов (1921–2012), кінорежисер

від 29 листопада 1988
- Микита Олександрович Долгушин (1938–2012), артист балету, балетмейстер[48]
- Гізела Альбертівна Ципола (нар. 1944), оперна співачка (сопрано)

від 20 грудня 1988
- Людмила Володимирівна Єрмакова (1927–2008), диригент

### 1989 рік (25 чол)
від 31 березня 1989
- Євген Васильович Малінін (1930–2001), піаніст
- Микола Петрович Раков (1908–1990), композитор

від 5 липня 1989
- Микола Миколайович Єременко (старший) (1923–2000), кіноактор

від 17 серпня 1989
- Елісо Костянтинівна Вірсаладзе (нар. 1942), піаністка
- Володимир Володимирович Довейко (1922–2002), артист цирку, акробат
- Наталія Юріївна Дурова (1934–2007), артистка цирку (дресувальниця)
- Юрій Михайлович Єрмолаєв (1932—2017), артист цирку (дресувальник коней, вершник)
- Ірбек Алібекович Кантеміров (1928–2000), артист цирку (вершник-джигіт)
- Валерій Олександрович Клімов (1931—2022), скрипаль
- Павло Іванович Нечепоренко (1916–2009), музикант (балалайка), педагог
- Ігор Давидович Ойстрах (1931—2021), скрипаль
- Микола Васильович Сулак (1936–2003), співак
- Самарбюбю Токтахунова (нар. 1944), музикант-інструменталіст
- Ян Абрамович Френкель (1920–1989), композитор

від 18 серпня 1989
- Борис Борисович Акімов (нар. 1946), артист балету[17]
- Леонід Іович Гайдай (1923–1993), кінорежисер
- Євген Якович Весник (1923–2009), актор театру і кіно[137]
- Галина Борисівна Волчек (1933—2019), театральний режисер і акторка
- Георгій Миколайович Данелия (1930—2019), кінорежисер і сценарист
- Зіта Євгеніївна Дрейєре (Еррс) (нар. 1952), балерина
- Міра Михайлівна Кольцова (1938—2022), танцівниця, хореограф
- Леонід Лазарович Ясиновський (1923–2003), театральний актор

від 30 жовтня 1989
- Леонід Іванович Губанов (1928–2004), театральний актор

від 29 листопада 1989
- Віктор Сергійович Попов (1934–2008), хоровий диригент

від 1 грудня 1989
- Ілля Абрамович Фрез (1909–1994), кінорежисер

### 1990 рік (29 чол)
від 12 січня 1990

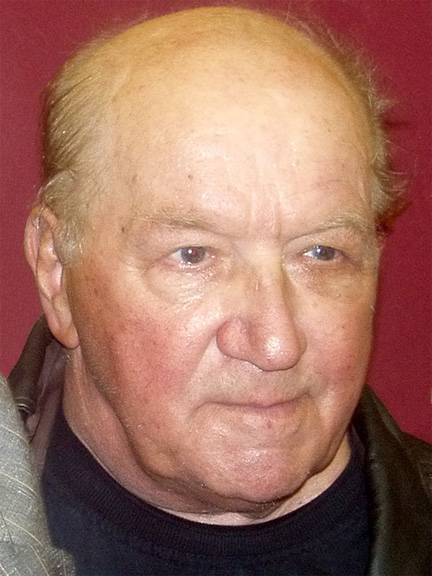
Л. К. Дуров

- Віль Васильович Головко (1932—2015), артист цирку, режисер[138]
- Мікк Міківер (1937–2006), естрадний актор, режисер, кіноактор[139]

від 28 лютого 1990
- Лев Костянтинович Дуров (1931—2015), режисер Московського драматичного театру на Малій Бронній.[140]
- Володимир Теодорович Співаков (нар. 1944), скрипаль і диригент.[141]

від 1 березня 1990
- Сидик Мухамеджанов (1924–1991), композитор[142]

від 5 березня 1990
- Мстислав Михайлович Запашний (1938–2016), артист цирку.[143]

від 6 березня 1990
- Ія Сергіївна Саввіна (1936–2011), артистка театру.[144]

від 3 травня 1990
- Швейцер Михайло Абрамович (1920–2000), кінорежисер-постановник[145]

від 30 червня 1990
- Крайнєв Володимир Всеволодович (1944–2011), піаніст[146]

від 2 липня 1990
- Ніна Львівна Дорліак (1908–1998), камерна співачка (сопрано)[147]

від 5 липня 1990
- Олександр Іванович Білаш (1931–2003), композитор[148]
- Ролан Анатолійович Биков (1929–1998), актор театру і кіно, кінорежисер.[149]

від 9 липня 1990
- Зиновій Єфимович Гердт (1916–1996), актор театру і кіно.[150]
- Мубарякова Гюллі Арсланівна (1936—2019), артистка[151][152]

від 11 липня 1990
- Леонід Іванович Болдін (1931—2013), оперний співак [153]

від 25 липня 1990
- Дмитрієв Олександр Сергійович (нар. 1935), диригент[154]
- Тетяна Михайлівна Карпова (1916-2018), артистка театру[155]

від 27 липня 1990
- Іван Тимофійович Бобильов (1925—2014), художній керівник Пермського обласного драматичного театру[156]

від 6 серпня 1990
- Григорій Федорович Пономаренко (1921–1996), композитор[157]

від 17 вересня 1990
- Віктор Володимирович Ровдо (1921–2007), диригент[158]

від 9 жовтня 1990
- Лідія Петрівна Сухаревська (1909–1991), артистка театру[159]

від 30 жовтня 1990
- Георгій Михайлович Віцин (1918–2001), актор театру і кіно
- Соколова Любов Сергіївна (1921–2001), артистка кіно

від 6 листопада 1990
- Фархад Шамсійович Бадалбейлі (нар. 1947), професор Азербайджанскої консерваторії.[160]
- Владислав Владиславович Микоша (1909–2004), кінооператор і кінорежисер.[161]

від 12 листопада 1990
- Віктор Карпович Мержанов (1919–2012), піаніст[162]
- Галина Бадмажаповна Шойдаґбаєва (нар. 1953), оперна співачка[162]

від 12 грудня 1990
- Трофімов Микола Миколайович (1920–2005), артист театру[163]

від 27 грудня 1990
- Зара Олександрівна Долуханова (1918–2007), оперна співачка (колоратурне мецо-сопрано)[164]

### 1991 рік (32 чол)
від 25 січня 1991
- Микола Арнольдович Петров (1943–2011), піаніст[165]

від 28 січня 1991
- Володимир Георгійович Мулявін (1941–2003), естрадний співак (драматичний тенор), гітарист, композитор[166]
- Степан Степанович Олексенко (1941–2006), актор
- Богдан Сильвестрович Ступка (1941–2012), актор театру і кіно

від 19 березня 1991
- Марія Володимирівна Міронова (1910–1997), акторка театру і кіно

від 22 березня 1991
- Людмила Вікторівна Шапошникова (1921–2003), акторка театру і кіно

від 25 березня 1991
- Юрій Абрамович Башмет (нар. 1953), альтист і диригент

від 23 квітня 1991
- Марк Анатолійович Захаров (1933–2019), режисер театру і кіно[167]

від 13 травня 1991
- Лариса Андріївна Шевченко (нар. 1950), оперна співачка (сопрано)

від 14 травня 1991
- Самсон Йосипович Самсонов (1921–2002), кінорежисер

від 15 травня 1991
- Микола Філаретович Колесса (1903–2006), композитор і диригент
- Едуард Савелійович Колмановський (1923–1994), композитор

від 16 травня 1991
- Інна Михайлівна Чурикова (1943–2023), акторка театру і кіно

від 1 липня 1991
- Михайло Миколайович Зимін (1930–1991), актор театру і кіно

від 5 серпня 1991
- Наталія Григорівна Гутман (нар. 1942), віолончелістка

від 17 жовтня 1991
- Лазар Мартиросович Сар'ян (1920–1998), композитор

від 22 жовтня 1991
- Болотбек Шамшиєв (1941—2019), кінорежисер

від 28 листопада 1991
- Якуб Ахмедов (нар. 1938), артист театру і кіно
- Едуард Давидович Грач (нар. 1930), скрипаль
- Аждар Ібрагімов (1919–1993), кінорежисер

від 4 грудня 1991
- Владислав Олександрович Чернушенко (нар. 1936), хоровий диригент

від 20 грудня 1991
- Лев Миколайович Власенко (1928–1996), піаніст[168]
- Ашир Кулієв (1918–2000), композитор
- Капар Медетбеков (1931–2012), артист театру і кіно
- Геннадій Степанович Овсянников (нар. 1935), актор
- Анатолій Іванович Полетаєв (нар. 1936), баяніст, диригент
- Алла Борисівна Пугачова (нар. 1949), співачка, акторка
- Авет Рубенович Тертерян (1929–1994), композитор
- Наталія Миколаївна Шаховська (1935—2017), віолончелістка[169]
- Валерій Миколайович Яковлєв (1939–2024), театральний режисер

від 21 грудня 1991
- Софія Станиславівна Пілявська (1911–2000), акторка театру і кіно
- Олег Іванович Янковський (1944–2009), актор театру і кіно